# Bělehrad
Bělehrad (srbsky  Београд / Beograd) je hlavním a největším městem Srbska. Mezi lety 1918–1941 a 1945–1992 byl také hlavním městem Království Srbů, Chorvatů a Slovinců, resp. Jugoslávie. Žije zde přibližně 1,20 milionu obyvatel. Město se nachází na soutoku řek Dunaj a Sáva. Je přirozeným politickým, ekonomickým i dopravním centrem Srbska. Kříží se zde celá řada mezinárodně významných silničních i železničních tahů spojující Střední Evropu s Balkánem.

## Název
Název města je slovanského původu a znamená Bílé město. V staroslověnštině měl podobu Бѣлградъ nebo Бѣлиградъ; poprvé byl zaznamenán v roce 878 v dopisu papeže bulharskému carovi Borisovi. Odsud byl převzat do všech jazyků; jen v němčině se objevuje jako kalk v podobě Weizzenburg. V tureckých zdrojích je doložen jako Tuna Belgrad (Dunajský Bělehrad) pro odlišení podobných měst.
Historickými změnami vznikla jeho současná podoba v srbštině (Београд). Název vznikl podle bílého kamene místního opevnění.
Slovanský název se občas objevoval i v byzantských záznamech jako Belagradon.
Latinský název Singidunum byl převzat od keltského kmene Skordisků a romanizován. Dunum, resp. din označovalo v jazyce Skordisků nejspíše město, případně drobný vršek.

## Historie

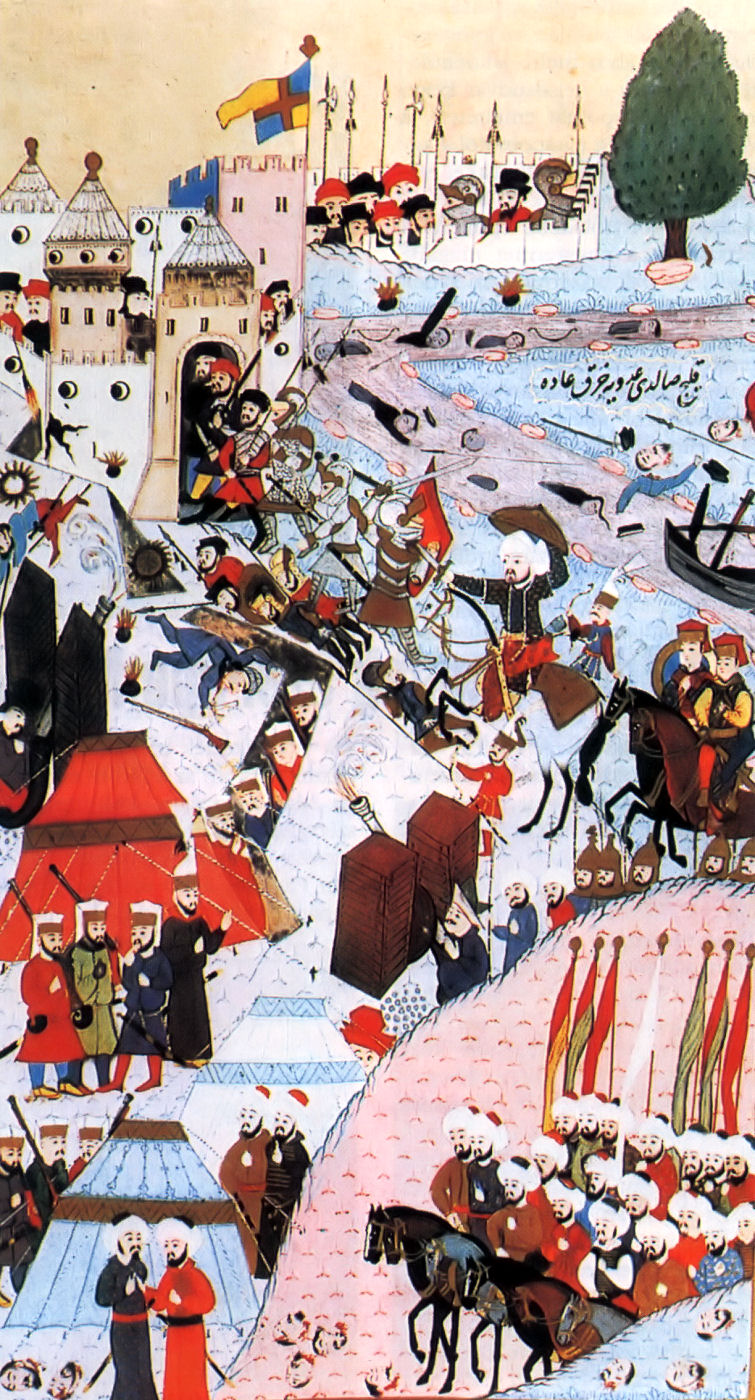
Obléhání Bělehradu Turky v roce 1456

Bělehrad, který se nachází na strategickém soutoku dvou řek, patří k velmi starým městům a místům, kde kontinuální osídlení trvá již několik tisíc let. Již v dobách Keltů zde existovala osada. Tu později Římané, kteří město nazývali Singidunum, rozšířili a přebudovali i přístav pro svoji říční flotilu. Od 6. století město patřilo Byzantské říši, po stěhování národů a úpadku Cařihradu se sem nastěhovali Slované. Město ale trpělo pod náporem jak uherských, tak benátských útoků, neboť oba státy se snažily získat tuto oblast pod svoji kontrolu.
V roce 1284 se Bělehrad stal poprvé hlavním městem Srbska. Mezi lety 1316–1402 byl ale také součástí Uher. V roce 1402 se Bělehrad stal hlavním městem posledního srbského státu v středověku – Srbského despotátu. Nyní tak nachází k dalšímu rozkvětu města a i srbského státu jako takového.
V období husitských válek a úpadku těžby stříbra v Českých zemích, které patřily k významným vývozcům tohoto kovu, se Srbsko stalo státem s největší těžbou stříbra, což umožnilo srbskému králi Štěpánu Lazarevičovi udělat z Bělehradu jedno z největších kulturních a hospodářských měst Evropy. Turecké obléhání Bělehradu se odehrálo mezi 4. a 22. červencem roku 1456. Město se hrdinně bránilo, nicméně počet výpadů ze strany stále agresivnějšího islámského souseda se zvyšoval.
V důsledku tureckých nájezdů řada vysoce vzdělaných lidí z Byzance, Bulharska, Řecka a Makedonie utekla do Bělehradu. V tomto důsledku se Bělehrad stal jednotným kulturním centrem, ne jen ve východní ale v celé Evropě. Jedním z těchto významných lidí byl například Bulhar Konstantin Filosof, který byl osobním životopiscem krále Štěpána.
V 15. století zde stála uherská pohraniční pevnost, kterou však roku 1521 po mnoha neúspěšných pokusech dobyli Turci. V letech 1688–1690, 1717–1739 a 1789–1791 ho drželi Rakušané.
Od roku 1806 je Bělehrad hlavním městem Srbska, ve stejném roce se srbským vzbouřencům podařilo město získat od Turků. Nejednalo se však o samostatný stát, ale pouze o stát autonomní. Až do roku 1867 tu proto byla stále přítomna turecká vojenská posádka. Konec 19. století je ve znamení rychlého rozvoje města. Původní budovy jsou likvidovány a nahrazují je moderní stavby, budované v tehdejších populárních slozích.
Od roku 1918 byl Bělehrad hlavním městem Království SHS, které neslo od roku 1929 název Jugoslávie. Město následuje další evropské metropole v rozvoji moderní dopravních a komunikační infrastruktury. V roce 1927 bylo otevřeno letiště, o dva roky později začíná vysílat Radio Beograd.
Za druhé světové války byl obsazen nacistickým Německem, v říjnu 1944 Bělehrad obsadila národněosvobozenecká armáda Jugoslávie a Rudá armáda. Po válce se v Bělehradě konaly procesy s válečnými zločinci, četníky a protikomunistickými aktivisty.

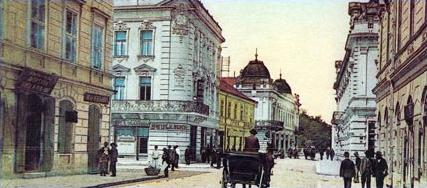
Stará pohlednice Ulice knížete Michala

Jakmile boje skončily a moci se chopili komunisté, začal být Bělehrad jako metropole rozšiřován a modernizován. V rámci první pětiletky se začalo západně od historického města na zelené louce stavět rozsáhlé sídliště Nový Bělehrad. Jeho vznik byl plánován již v dobách existence království, nicméně realizaci překazila druhá světová válka. K budování byly nasazeny mládežnické brigády, které se zapojily do mnohých staveb v Jugoslávii přelomu 40. a 50. let 20. století.

Budova poničená při bombardování Jugoslávie silami NATO v roce 1999

Kromě masové výstavby nových sídlišť se Bělehrad stal také místem realizace moderní jugoslávské, potažmo srbské architektury. Zatímco v celé zemi vznikaly výstavní budovy, hlavní město potřebovalo také mnohé kulturní a společenské budovy vystavěné s vědomím, že se jedná o metropoli reprezentující celou federaci. Dunaj překročily nové silniční mosty, které umožnily spojení se západním i severním okolím města. Jako vůdčí stát Hnutí nezúčastněných zemí a hlavní město neutrálního státu se Bělehrad stal místem mnohých mezinárodních konferencí a častých zahraničních návštěv. Pro jejich potřebu bylo vybudováno tzv. centrum Sáva, rozsáhlý konferenční palác.
Ke konci 80. let 20. století se ekonomická situace Jugoslávie zhoršila a problémy pocítili i obyvatelé Bělehradu. Nová politická garnitura, která reprezentovala hlavně srbské zájmy, získávala rychle podporu. Její mítinky se konaly v prostoru Ušće, tedy na soutoku Sávy a Dunaje. Celé město se stalo v dobách rozpadu jugoslávského státu dějištěm politických shromáždění, a to jak vládních, tak i opozičních. Režim Slobodana Miloševiće vedl k mezinárodním sankcím a vyústil až v bombardování města vojsky NATO v polovině roku 1999. Byly těžce poškozeny významné budovy státní správy a mosty přes Dunaj a Sávu. Miloševićův režim byl svržen demonstrací, při které byl obsazen a vyrabován jugoslávský parlament. V druhé dekádě 21. století se centrem pozornosti rozvoje města stal projekt Belgrade Waterfront, který si klade za cíl vznik nových výškových budov na břehu řeky Sávy, odstranění starých průmyslových oblastí z blízkosti středu metropole a integraci břehu řeky do podoby města.

## Geografie

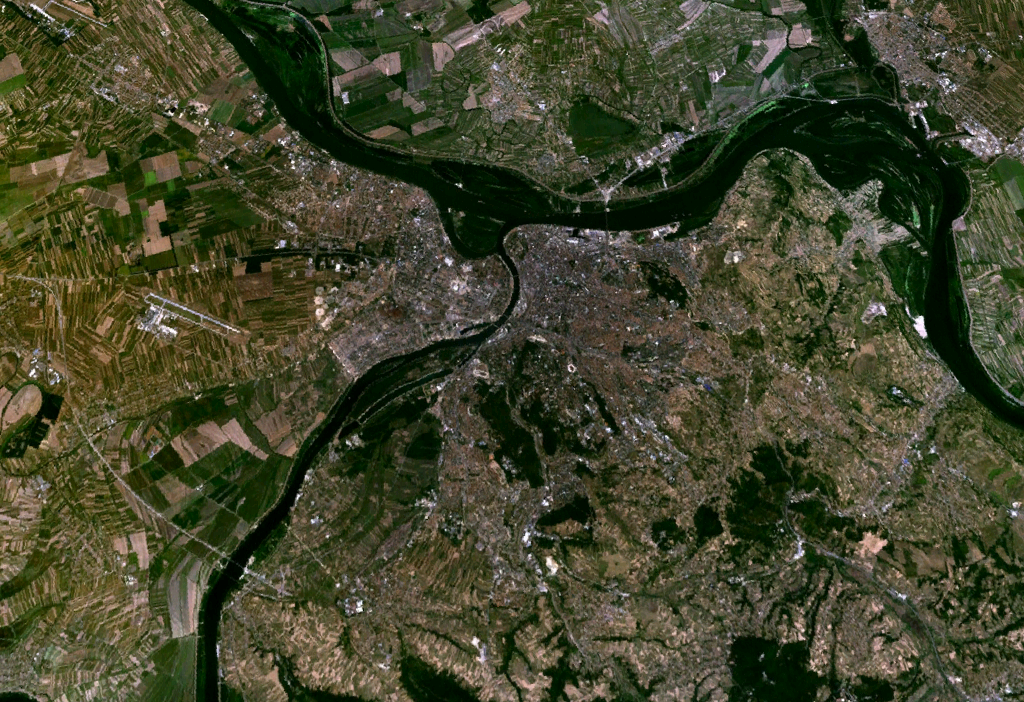
Letecký snímek města

Bělehrad leží 116,75 m n. m. při soutoku Sávy s Dunajem na souřadnicích 44° 49' 14  s. z. š. a 20° 27' 44 v. z. d. Původní bělehradské historické jádro se nachází v oblasti dnešní pevnosti Kalemegdan na pravém břehu řeky Dunaje, na přirozeném návrší. Z hlediska regionálního se rozkládá na hranici mezi Střední Evropou a Balkánem.
Od 19. století bylo město rozšiřováno směrem na východ a jih, ve směru starých cest do Niše a okolí. Po druhé světové válce bylo vystavěno na levém břehu řeky Sávy nové město v modernistickém stylu v rovinaté krajině Podunajské nížiny. S městem jsou spojeny menší komunity Zemun, Krnjača a Ovča na levém břehu Dunaje. Samotný Bělehrad má rozlohu 360 km2, zatímco rozloha s metropolitní oblastí činí 3 223 km2. V historii tvořil Bělehrad důležitou křižovatku mezi západem a Orientem.
Na levém břehu Sávy má město kopcovitý terén, nejvyšším bodem města je Torlak brdo s výškou 303 m. Nadmořská výška města roste postupně a pozvolně směrem na jih, k vrcholu Avala (511 m n. m.) a Kosmaj (628 m n. m.)

### Podnebí
Bělehrad má mírné kontinentální podnebí, střídají se zde čtyři roční období a srážky jsou zde rovnoměrně rozloženy. Průměrná roční teplota ve městě je 11, 7 °C , nejteplejším měsícem je červenec s průměrnou teplotou 22, 1 °C. Průměrný roční úhrn srážek v Bělehradě činí zhruba 700 milimetrů. Je zde v průměru 2 096 slunečních hodin. Nejslunnější měsíce jsou červenec a srpen. Nejvyšší oficiálně zaznamenaná teplota v Bělehradě byla 43, 1 °C, nejnižší 10. ledna 1893 činila −26,2 °C.
| Měsíc             | Led    | Úno    | Bře    | Dub    | Kvě    | Čer    | Čec    | Srp    | Zář    | Říj    | Lis    | Pro    | Rok    |
| ----------------- | ------ | ------ | ------ | ------ | ------ | ------ | ------ | ------ | ------ | ------ | ------ | ------ | ------ |
| Maximální teplota | 3,5°C  | 6,4°C  | 11,9°C | 17,5°C | 22,5°C | 25,3°C | 27,3°C | 27,3°C | 23,7°C | 18,1°C | 11,0°C | 5,3°C  | 16,7°C |
| Minimální teplota | −2,3°C | −0,2°C | 3,3°C  | 7,8°C  | 12,1°C | 15,0°C | 16,3°C | 16,1°C | 13,0°C | 8,3°C  | 4°C    | −0,2°C | 7,8°C  |
| Srážky            | 47mm   | 44mm   | 46mm   | 56mm   | 71mm   | 91mm   | 67mm   | 53mm   | 51mm   | 46mm   | 57mm   | 59mm   | 688mm  |

## Hospodářství

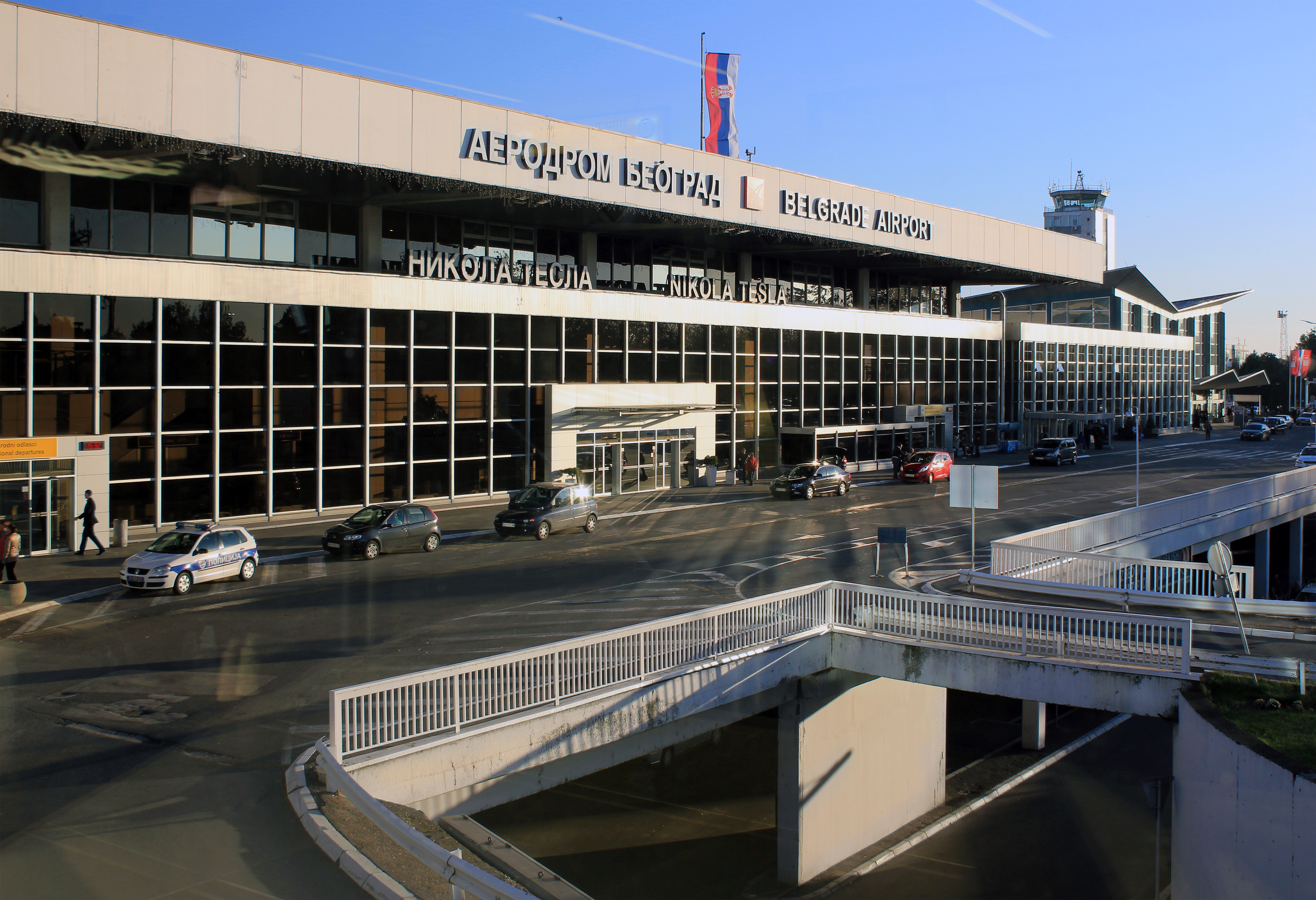
Mezinárodní letiště Nikoly Tesly

Jako jediné město v zemi nad 1 milion obyvatel má Bělehrad dominantní postavení v zemi. Je hospodářským, politickým i kulturním centrem státu.
Bělehrad je hospodářsky nejrozvinutější oblastí Srbska. Více než 30 % HDP země se vytváří právě v metropoli, kde je také soustředěno 30 % veškeré pracovní síly. Ekonomicky nejaktivnější částí města je Nový Bělehrad. Předpokládá se, že podíl šedé ekonomiky je na hospodářství města zhruba okolo třiceti procent.
Mezi významné podniky, které v hlavním městě sídlí, patří Národní banka Srbska, Air Serbia, Telekom Srbija, Telenor Srbija, Delta Holding a další. V dobách existence socialistické Jugoslávie zde sídlila řada průmyslových podniků, mezi které patřil např. výrobce autobusů Ikarbus, výrobce hodin (INS) výrobce traktorů a zemědělské techniky IMT. Na bělehradských předměstích jsou i četné, i když většinou nevelké strojírenské závody (především na výrobu obráběcích a zemědělských strojů), dále podniky textilní, kožedělné, dřevozpracující, chemické a potravinářské. V okolí města, nedaleko Smedereva a Pančeva se nachází rozlehlá průmyslová zóna. Celkově stojí v srbském hlavním městě více než 130 závodů a továren. Historicky zde největší továrnou byl závod společnosti Ivan Ribar, která vyráběla např. kontroléry pro automobily. Území města Bělehradu zahrnuje rovněž i cca 260 000 ha zemědělské půdy, z níž je 150 000 ha obděláváno. Pěstována je především kukuřice a pšenice.
V oblasti obchodu existovaly v Bělehradě četná obchodní centra již v dobách existence socialistické Jugoslávie. Během krize v 90. letech 20. století došlo ke kolapsu zásobovacích řetězců, které nahradily do jisté míry pouliční prodejci, překupníci a kiosky. Po roce 2000 došlo ke stabilizaci a obnově západního modelu prodeje. V Bělehradě se dnes nachází celá řada obchodních center. Obnovena byla ať už původní centra (Ušće, Beograđanka) nebo vyrostla nová (Big Fashion a další).
V Bělehradě sídlí okolo sedmi tisíc firem. Rostoucím sektorem je také IT, město se stalo regionálním centrem pro společnosti v této oblasti v jihovýchodní Evropě. Nachází se zde vývojářské centrum společnosti Microsoft. Působí zde i řada dalších mezinárodních společností, jako jsou Asus, Intel, Dell, NCR Corporation, Cisco Systems, SAP, Acer, Hewlett-Packard a Huawei.
V období jugoslávské krize (mezi lety 1991 až 2002) došlo k značnému nárůstu počtu obyvatel, kteří nevykonávali ekonomickou činnost a byli práceschopní (z 70 na 156 tisíc lidí). 5 % obyvatel pracovalo v prvovýrobě, 27 % v průmyslu a výrobě a zbytek ve službách. Během 21. století se uvedený trend i nadále intenzifikoval ve prospěch služeb.
K říjnu 2016 činil průměrný plat v Bělehradě 56 530 srbských dinárů (cca 12 tisíc korun). Statisticky se nejvyšší průměrný plat vyplácel na území místní části Surčin, a to 73 689 srbských dinárů. V roce 2022 to bylo 94 808 RSD. Podle průzkumu z roku 2015 mělo 73 % bělehradských domácností počítač, 65,8 % širokopásmové připojení k internetu a 73,9 % kabelovou televizi.

## Životní prostředí

### Odpadové hospodářství

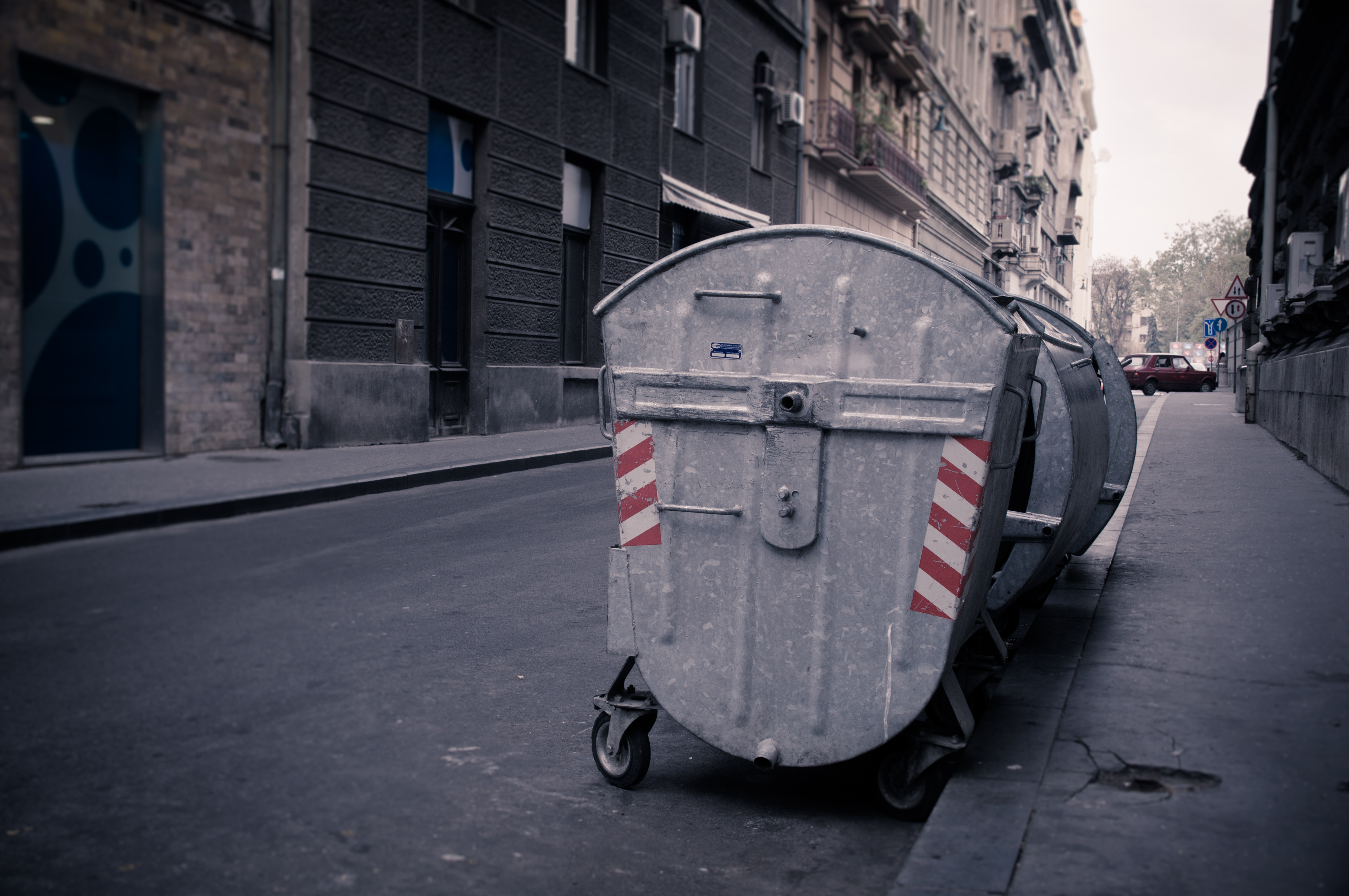
Kontejner na bělehradské ulici.

Bělehrad nemá dostupnou kanalizaci pro cca 1/3 domů ve městě (tzn. 560 tisíc obyvatel).. Důvod pro toto omezení je způsoben především živelným rozvojem města v závěru 20. století. Některé lokality (např. celý levý břeh řeky Dunaje, Krnjača a Ovča) nejsou napojeny na kanalizaci vůbec. Nedostatky jsou i v samotném centru města. Kanalizační síť, která na počátku 21. století existovala, byla napojena přímo na řeky Sáva a Dunaj, město nemělo k dispozici moderní a potřebnou čističku odpadních vod. Voda je občas vylévána přímo nákladními vozy do Dunaje; Bělehrad je jedinou evropskou metropolí, kde odpadní voda přímo končí v řece. Ročně to je až 190 milionů m3 vody. Město se pokouší uvedený problém řešit výstavbou nových čističek (pěti). Odpadové hospodářství je rozděleno na tzv. centrální systém a potom oddělené systémy bývalých obcí a dnes předměstí metropole. Podoba kanalizačních sítí dlouhodobě odpovídala územnímu plánu z roku 1972; později nebyla vzhledem k ekonomickým problémům SFRJ, SRJ a nakonec samostatného Srbska dlouho rozvíjena.
V druhé děkádě 21. století byla tato problematika řešena rozsáhlejšími investicemi, předně výstavbou kolektoru s názvem Interceptor, který vede západo-východním směrem od lokality Ušće pod středem města a místními částmi Dorćol a Karaburma až na východní okraj Bělehradu. Jeho celková délka činí 13 km. V roce 2015 byly dokončeny cca 4/5 kolektorové sítě ve městě.
Město má rovněž i vysokou míru skládek, dle aktuálně platného územního plánu města se zde nachází 1155 skládek. Mnohé z nich se nacházejí na svazích a jsou zdrojem vysokého rizika sesuvů půdy. Statisticky jsou nejvíce rizikové v lokalitách Karaburma, Zvezdara, Višnjica, Vinča a Ritopek. V roce 2021 ve městě existovalo okolo padesáti velkých nelegálních skládek.

### Kvalita ovzduší
Znečištění ovzduší ve městě je přítomné, po nějakou dobu však nebylo tak závažné, jako např. v Prištině, Zenici nebo Skopje[zdroj?]. Ovzduší znečišťuje jednak doprava, především také ale nekvalitní topné systémy a vytápění hnědým uhlím. V roce 2022 se znečištění ovzduší stalo jedním z hlavních výzev, které vnímá místní obyvatelstvo. Množství znečištění ovzduší benzenem dosáhlo v centru města v roce 2006 hodnoty 24 mikrogramů/m3 Každý den doprava vygeneruje 35 tun škodlivých látek.
Téma čistoty ovzduší je předmětem veřejné diskuze; roku 2022 dosáhlo svého maxima a mezi místním obyvatelstvem bylo spolu s problematickou dopravou vnímáno jako hlavní téma. Uskutečnila se řada různých demonstrancí. Vzhledem k potřebě značných investic do průmyslu a dopravy však nebylo na přelomu 20. a 21. století dlouhodobě řešeno. Diskutovalo se o možnosti rozšíření pěších zón v centru města s cílem snížení emisí škodlivých plynů, především z dopravy.

### Parky a zeleň

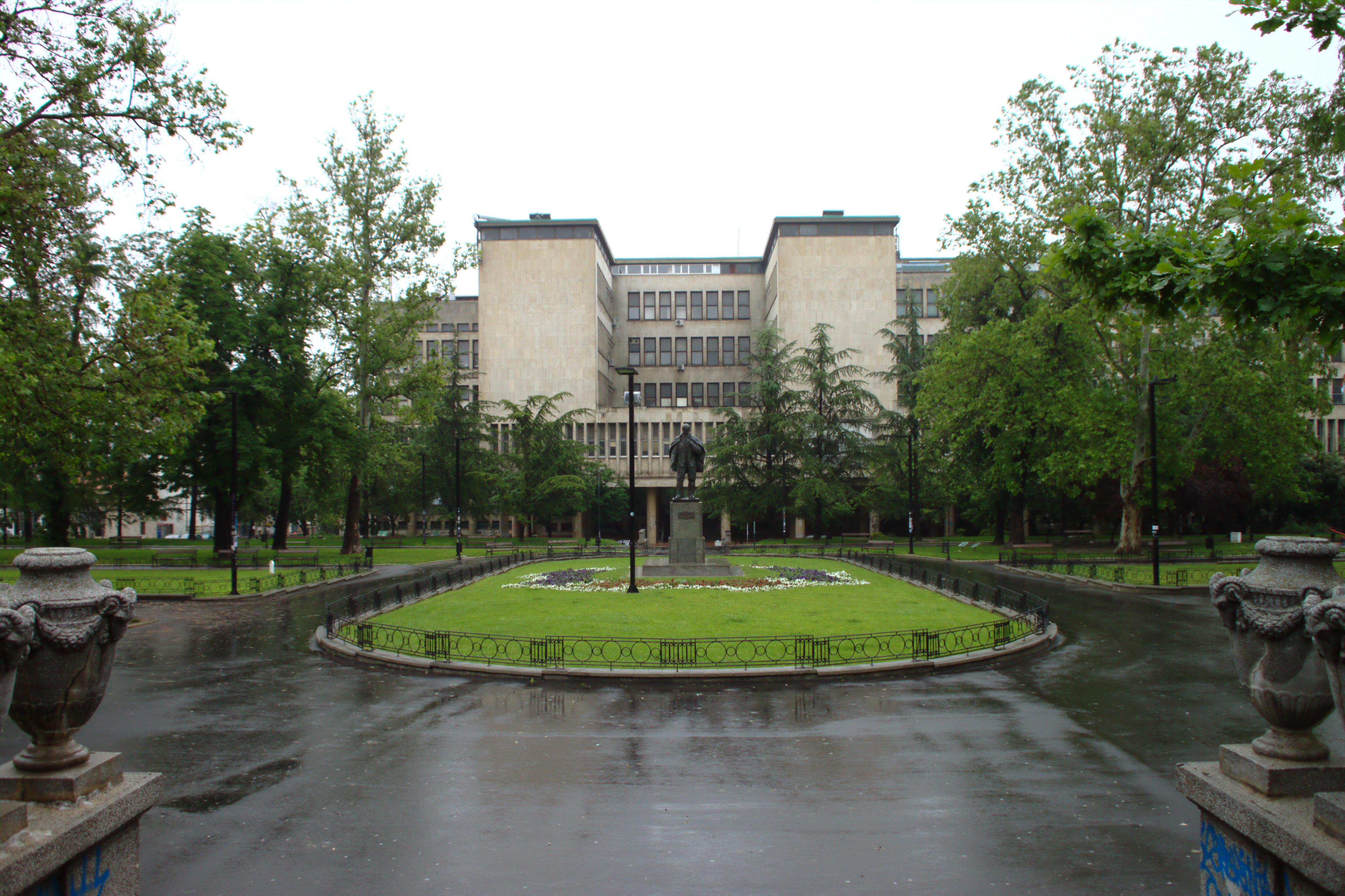
Park Cyrila a Metoděje.

V srbském hlavním městě se nachází celkem 113,65 km2, které tvoří zeleň. Jejich podíl na celkové rozloze činí 12,38 %. Co do množství zeleně, parků a lesů patří Bělehrad k zelenějším metropolím Evropy.
V centru metropole se nachází několik parků; nejznámější vznikl v 19. století okolo pevnosti Kalemegdan, další jsou rozmístěny mimo historické jádro města, ale v jeho dobré dostupnosti. Jedná se např. o Pionýrský park, který se nachází blízko vládních budov, park Tašmajdan nedaleko bulváru krále Aleksandra, Akademický park u budovy rektorátu Bělehradské univerzity a případně park Manjež. Známý je také park Gavrila Principa. Na soutoku řeky Dunaje a Sávy se nachází rozsáhlý park (Ušće – ústí Sávy do Dunaje), který představuje hlavní oázu zeleně pro Nový Bělehrad. Jeho rozloha činí 92 ha. Navštěvovaný je rovněž i lesopark Bajička Šuma, kterž leží západně od místní části Voždovac, nebo Hajd park, umístěný nedaleko nádraží Beograd-Centar. V Zemunu se nachází park s názvem Gardoš.
Dále od centra města se nachází řada lesů, které jsou oblíbeným cílem výletů místního obyvatelstva. Jedná se o lesy v blízkosti místních částí Košutnjak, Topčider a Banovo brdo. Topčiderský park je jedním z nejstarších ve městě, založen byl v první polovině 19. století. Navštěvovaný je rovněž i lesopark Zvezdara s hvězdárnou od českého architekta Jana Dubového. Dále od města (18 km) se jižním směrem nachází oblíbený vrchol Avala, který je obklopen lesem. Velkou zelenou plochu, která se nachází přímo v centru města, je však oddělená vodami řek Sávy a Dunaje představuje ostrov Veliko ratno ostrvo, naproti němuž stojí ze zemunské strany pláž Lido. Chráněným územím je rovněž i Bojčinský les nedaleko místní části Surčin. Lužní lesy v okolí Sávy a Dunaje (jejíž součástí uvedený les je) jsou početné. Ačkoliv má město rozsáhlé zelené plochy, tyto jsou rozmístěny relativně nerovnoměrně. V některých částech metrople jsou souvislé lesy, zatímco jinde jsou velké vzdálenosti k nejbližším parkům.
V Bělehradě se nachází celkem 182 památných stromů.
Míra zelené a nezastavěné plochy se vlivem prudkého nárůstu obyvatel na přelomu 20. a 21. století podstatně snížila s tím, jak se buď legální nebo nelegální (černými stavbami) město rozšiřovalo do různých stran.

## Obyvatelstvo

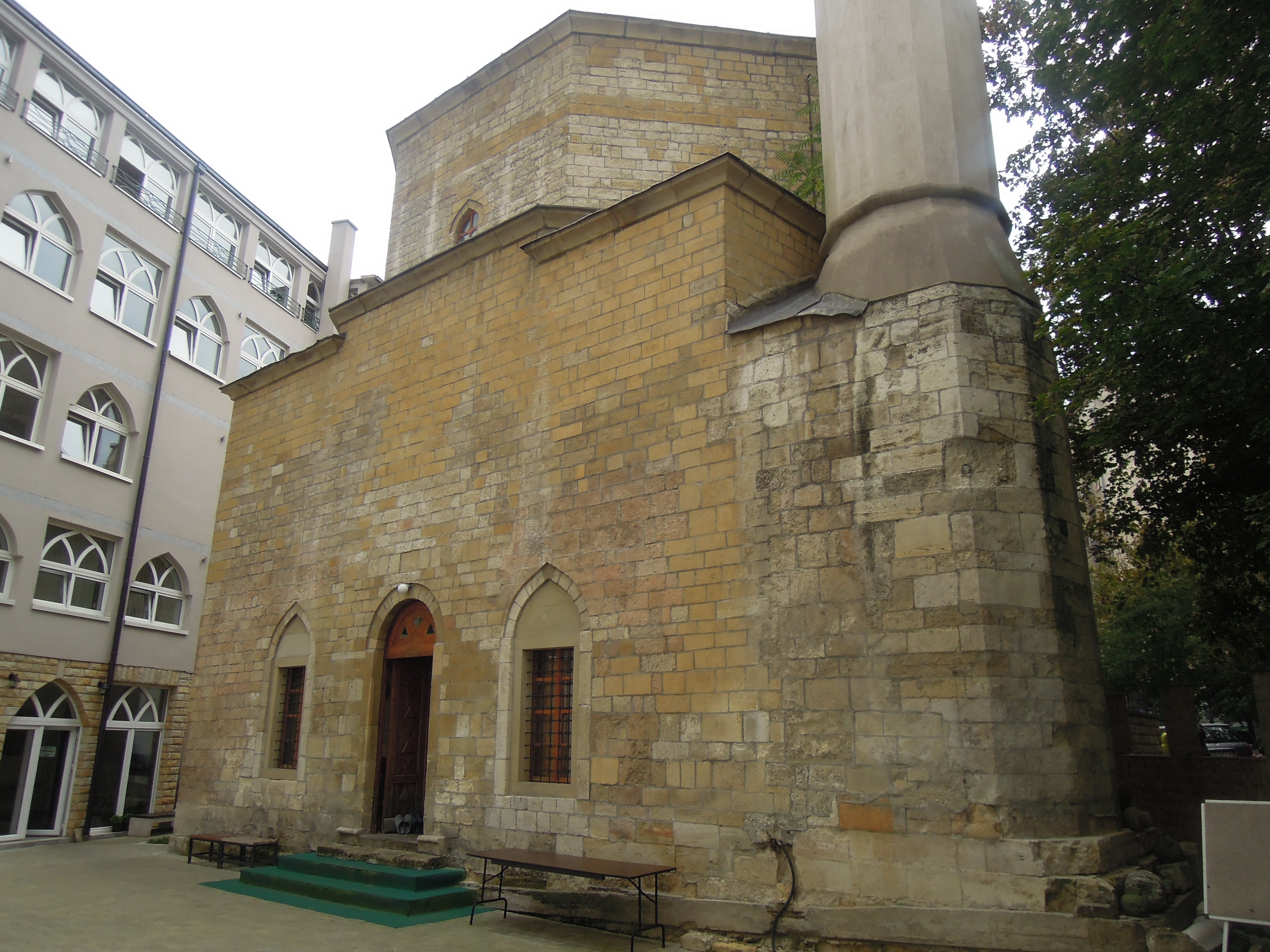
Pro místní muslimskou menšinu slouží mešita Bajrakli.

Podle sčítání lidu z roku 2011 měl Bělehrad 1 166 763 obyvatel. Jako administrativní jednotka Město Bělehrad (srbsky Град Београд) (tj. s přilehlými sídly Borča, Ovča a Surčin) potom mělo město 1 233 796 obyvatel. Spolu s metropolitní oblastí žilo v hlavním městě Srbska 1 659 440 lidí. Největší opštinou podle počtu obyvatel je Nový Bělehrad a nejmenší Sopot. Statisticky žije v Bělehradu 22,5 % obyvatel Srbska.
Město vykazuje dlouhodobý přírůstek obyvatel. Růst vykazují hlavně okrajové části metropole, zatímco v centru města počet obyvatel klesá. Od roku 1992 počet obyvatel roste především díky přistěhovalectví, nikoliv přirozenou cestou. V roce 2021 počet obyvatel po velmi dlouhé době (i v souvislosti s pandemií nemoci COVID-19) poklesl v celém městě.
Bělehrad je domovem pro řadu národností z bývalé Jugoslávie i celého Balkánu. Nejpočetnější skupinou jsou zde Srbové (1 505 448 lidí), dále Romové (27 325), Černohorci (9 902), Chorvati (7 752), Makedonci (6 970) a Bosňáci (3 996). Mnozí lidé přišli do Bělehradu jako přistěhovalci z menších měst z celé bývalé Jugoslávie. V 90. letech 20. století přišla řada uprchlíků z Chorvatska, Bosny a Hercegoviny a Kosova. Jen v roce 1996 žilo v Bělehradě na 160 tisíc lidí, kteří splňovali definici uprchlíka. Po roce 1999 k nim přibylo okolo padesáti tisíc lidí z území Kosova.
Od poloviny 90. let se zde také začala početně rozšiřovat i čínská komunita, která v současné době činí okolo 10-20 tisíc lidí[zdroj?] a koncentruje se v blízkosti Bloku 70 na Novém Bělehradě. Mezi další přistěhovalce, kteří v Bělehradě tradičně žijí, patří i občané ze států Hnutí nezúčastněných zemí, kteří v Jugoslávii studovali v 70. a 80. letech 20. století, a později se rozhodli v zemi zůstat.

### Náboženské poměry
1 429 170 obyvatel se hlásí k pravoslaví, dále 16 305 k Římskokatolické církvi, 3 796 k protestantismu a 3 996 je muslimů. 
Židovská komunita zde měla až 10 000 příslušníků, tvořili ji především Sefardští Židé. Židé žijí v Bělehradě již okolo pěti set let. Během 2. světové války jejich počet poklesl, řada Židů byla vyhlazena a internována v koncentračních táborech, např. na Sajmišti. Ti, kteří přežili, z určité míry emigrovali do státu Izrael. V současnosti tak žije v Bělehradě zhruba 2 200 Židů.

## Doprava

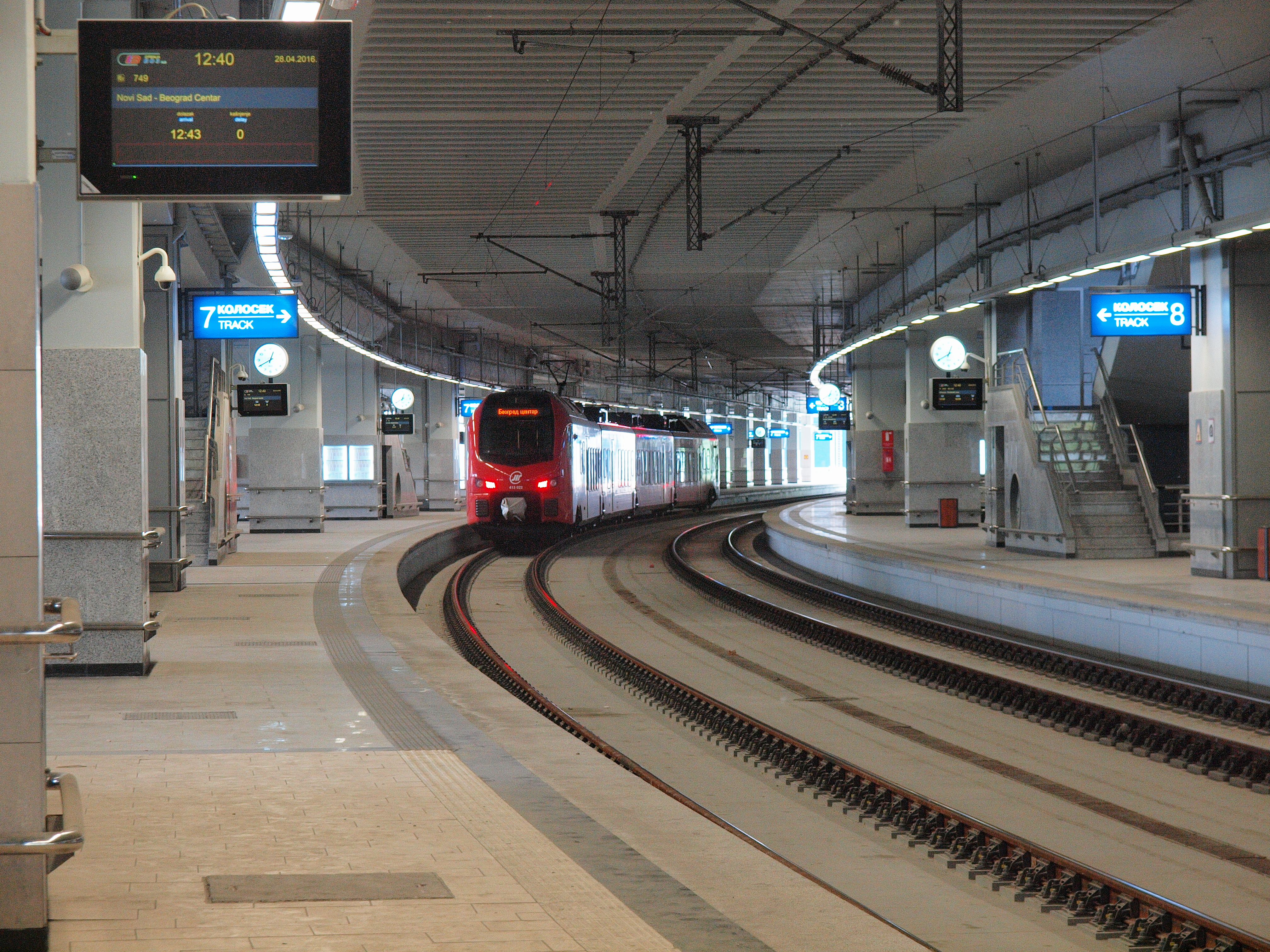
Nádraží Beograd-Centar v roce 2016

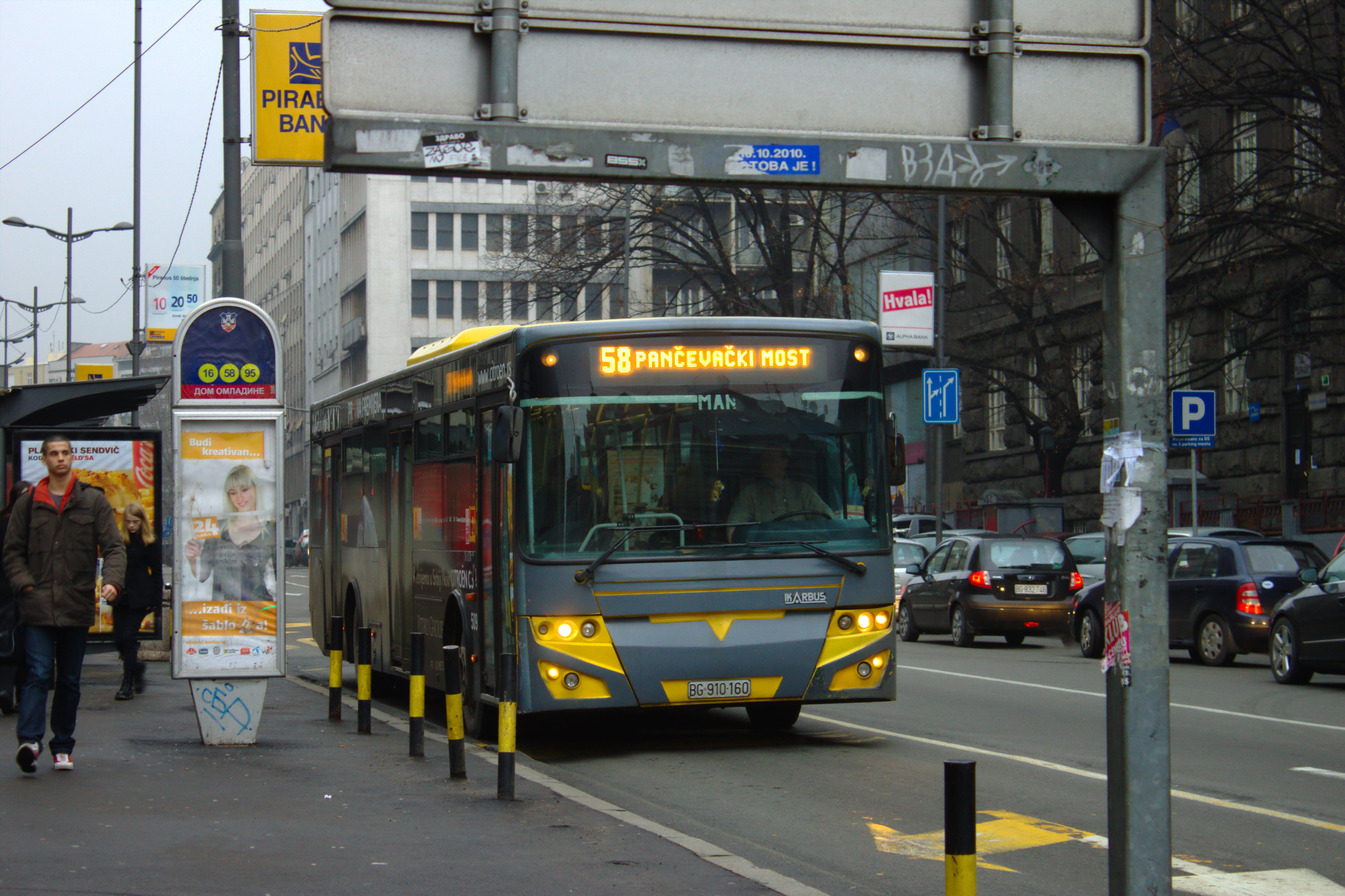
Autobus městské dopravy

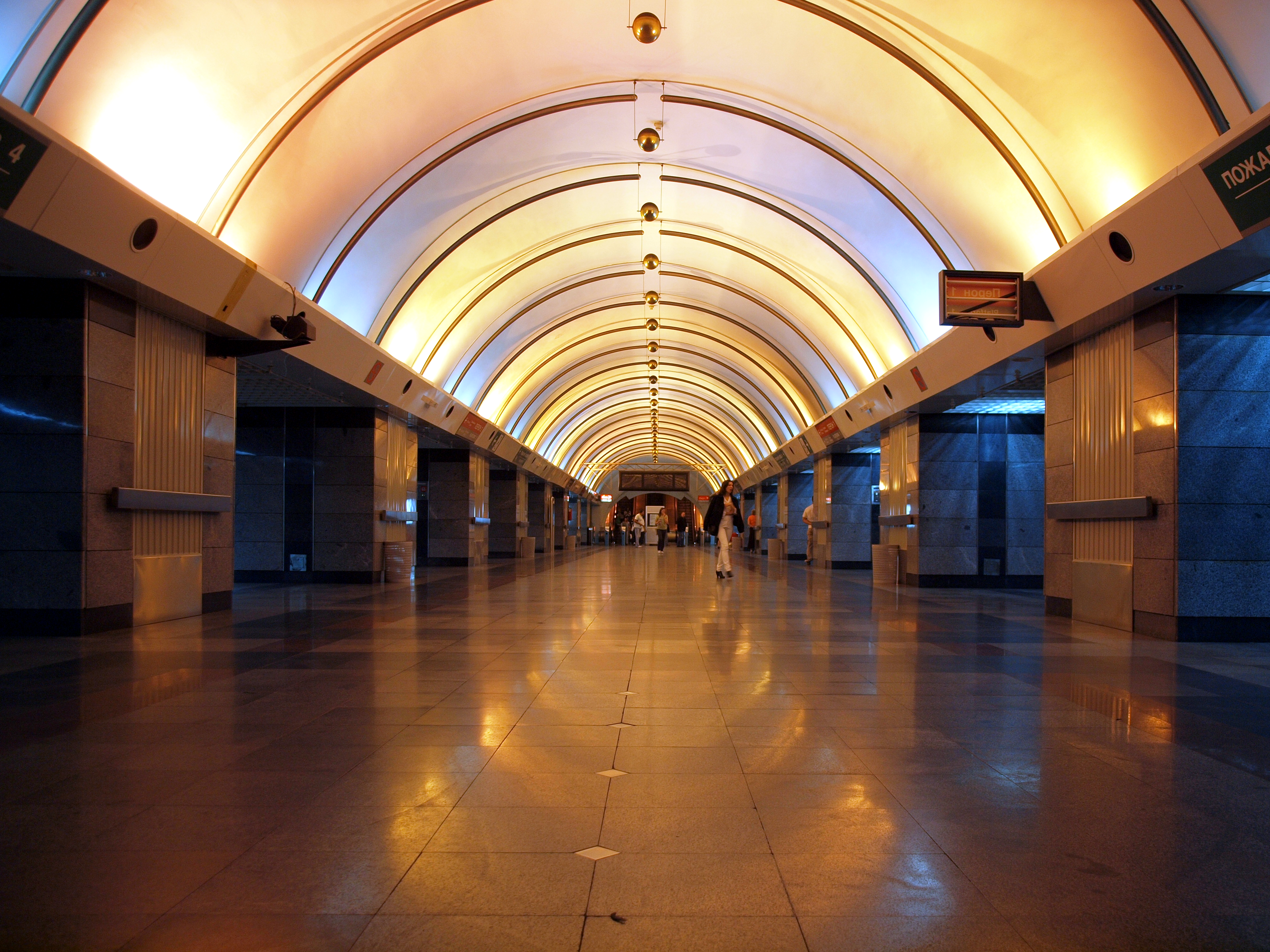
Podzemní nádraží Vukov spomenik

Město je významné také z dopravního hlediska. Křižují se zde panevropské koridory, ústí sem mnohé železniční tratě, poloha na soutoku dvou řek je klíčová pro vnitrozemskou i mezinárodní lodní dopravu.

### Letecká a lodní
Bělehrad má rozsáhlý přístav pro mezinárodní nákladní lodní dopravu (v blízkosti městské části Dorćol, dokončen v roce 1961); řeka Dunaj je dle evropských smluv mezinárodním vodním tokem. Pro osobní dopravu nejsou vodní toky příliš využívány, existují nicméně turistické lodní spoje, které jsou provozovány v letních měsících. Městský dopravní podnik experimentoval s lodní linkou na řece Sávě v první dekádě 21. století. Na řece Sávě se také nachází přístav pro osobní dopravu.
V Surčinu se pak nachází mezinárodní letiště Nikoly Tesly, které je hlavním vzdušným přístavem pro aerolinky Air Serbia. Od středu města je vzdáleno cca 18 km. V roce 2016 jej využilo 4,9 milionu cestujících a v roce 2022 6,5 milionu lidí. Nedaleko od něj směrem na Novi Sad leží vojenské letiště u obce Batajnica. Samotné bělehradské mezinárodní letiště má být v 20. letech 21. století rozsáhlým způsobem modernizováno. Prostorový plán pro rozvoj Srbska do roku 2035 počítá s výstavbou dalších letišť v okolí města.

### Veřejná doprava
Metropole má rozsáhlý systém veřejné dopravy, jejímž základem je tramvajová síť. Tramvaje spojují všechny hustěji osídlené části města (včetně Nového Bělehradu a sídlišť na okraji metropole. Jsou v srbské metropoli v provozu již od roku 1892. Tramvaje mají nicméně velmi nízkou cestovní rychlost (okolo 14 km/h) a nezajišťují adekvátní dopravu na velké vzdálenosti. Tramvajovou síť doplňují trolejbusy a autobusy (přes sto linek městské a přes tři sta linek příměstské dopravy).
Dlouhodobě problematickou otázkou z hlediska rozvoje města je výstavba metra, o které se diskutuje od 70. let 20. století. Od této doby byly vypracovány četné studie (jen do roku 2019 patnáct), jak by podzemní dráha v srbské metropoli mohla vypadat. Realizace byla často odkládána. I přes několikerá slavnostní zahájení výstavby nebylo metro nikdy zbudováno. V lednu 2021 byla podepsána dohoda o výstavbě metra. Roli neexistujícího metra do jisté míry plní podzemní železniční spojení, které představují linky příměstské dopravy křížící se v podzemní stanici Vukov spomenik. Výstavba podzemní dráhy byla zahájena opětovně v listopadu 2021. Výhledově má mít místní metro 44 stanic. V roce 2022 nicméně došlo k zastavení projektu.
Dopravu zajišťuje městský dopravní podnik (Městská dopravní společnost; srbsky Gradsko saobraćajno preduzeće), zkr. GSP); některé příměstské spoje provozují soukromí dopravci (celkem sedm společností), z nichž největším je společnost Lasta.
Průměrná jízdní doba bělehradského cestujícího do cílové destinace činí 35 minut a využití veřejné dopravy se pohybuje okolo 50 % všech cest ve městě.

### Železniční doprava
Pro příměstskou dopravu funguje systém BG voz, který zajišťuje spojení Bělehradu s vzdálenějšími místy. 
Železniční uzel města Bělehradu je dlouhodobě přestavován; původní železniční nádraží z roku 1883, které se nachází u řeky Sávy bylo přemístěno dále od centra města. Nová stanice má neformální název Beograd-Centar, kolokviálně je však nazývána Prokop (průkop, resp. zářez) a nachází se jižně od středu metropole. Kromě toho v Bělehradě existuje velká řada dalších menších nádraží, která mají význam pro zmíněnou regionální dopravu (např. stanice Vukov spomenik nebo nádraží u Pančevského mostu).
Dálkové železniční spojení z Bělehradu vede do Záhřebu, Nového Sadu/Budapešti, Aradu, Požarevace, Niše, a Valjeva/Podgorice. Pro celé Srbsko představuje Bělehrad klíčový železniční uzel, stejně jako představoval i pro celou bývalou Jugoslávii. V Bělehradu začínají železniční trati do Baru v Černé Hoře, do Niše, do Subotice a do Vršace (k rumunské hranici). K roku 2022 byly některé z uvedených tratí modernizovány tak, aby byla zvýšena kapacita a cestovní rychlost tratí, především ve směru do Nového Sadu, kde cestovní rychlost dosahuje až 200 km/h.

### Silniční doprava a dálniční spojení
Historické centrum města a místní části, které jsou na něj napojené z jižní a východní strany (tj. pravý břeh řeky Sávy), má přibližně okružně radiální systém ulic. Nový Bělehrad na druhé straně řeky Sávy (levý břeh) zato disponuje systém pravoúhlých tříd s úrovňovými kříženími. Skrz město Bělehrad je veden dálniční tah, který umožňuje rychlý přejezd východo-západním směrem; jedná se o bývalý průtah dálnice Bratrství a jednoty. Jižně od metropole se nachází dálniční okruh, který byl k roku 2017 dobudován především z jihovýchodní části. Městem vedou dva celoevropské dopravní koridory – koridory VII a X.
Celková délka uliční sítě se pohybuje okolo 1200 km.
V Bělehradě se nachází nemalé množství mostů, které překonávají obě velké řeky Dunaj a Sávu. Nejvýznamnějšími z nich jsou Brankův most a Gazela, které patří k nejvytíženějším; dále se jedná o most přes ostrov Ada Ciganlija, Pančevský most a most most Obrenovac Surčin.
Bělehrad je napojen na dálniční síť prostřednictvím bývalé dálnice Bratrství a jednoty, která vede směrem na Záhřeb v západním a Niš v jihovýchodním směru. Další dálnice, která směřuje z Bělehradu, vede do metropole Vojvodiny, Nového Sadu. Směrem na jihozápad vede dálnice A2 v trase Ibarské magistrály. Výhledově mají být vybudovány dálnice i do Zrenjaninu a na severovýchod k rumunské hranici. Dálnice mají řadu křižovatek a sjezdů v samotném městě, nejvýznamnějšími a největšími jsou Mostar a Autokomanda.

### Cyklistika
Cyklistická doprava není v Bělehradě příliš populární. Délka cyklistické infrastruktury dosahuje v srbské metropoli v počtu různých tras zhruba 100 km. Velká část oddělených tras je vedena po březích řek Dunaje a Sávy, kde je obecně méně frekventovaný provoz. Město Bělehrad chce rozšířit délku cyklistických tras do roku 2031 o cca 500 km.

## Samospráva

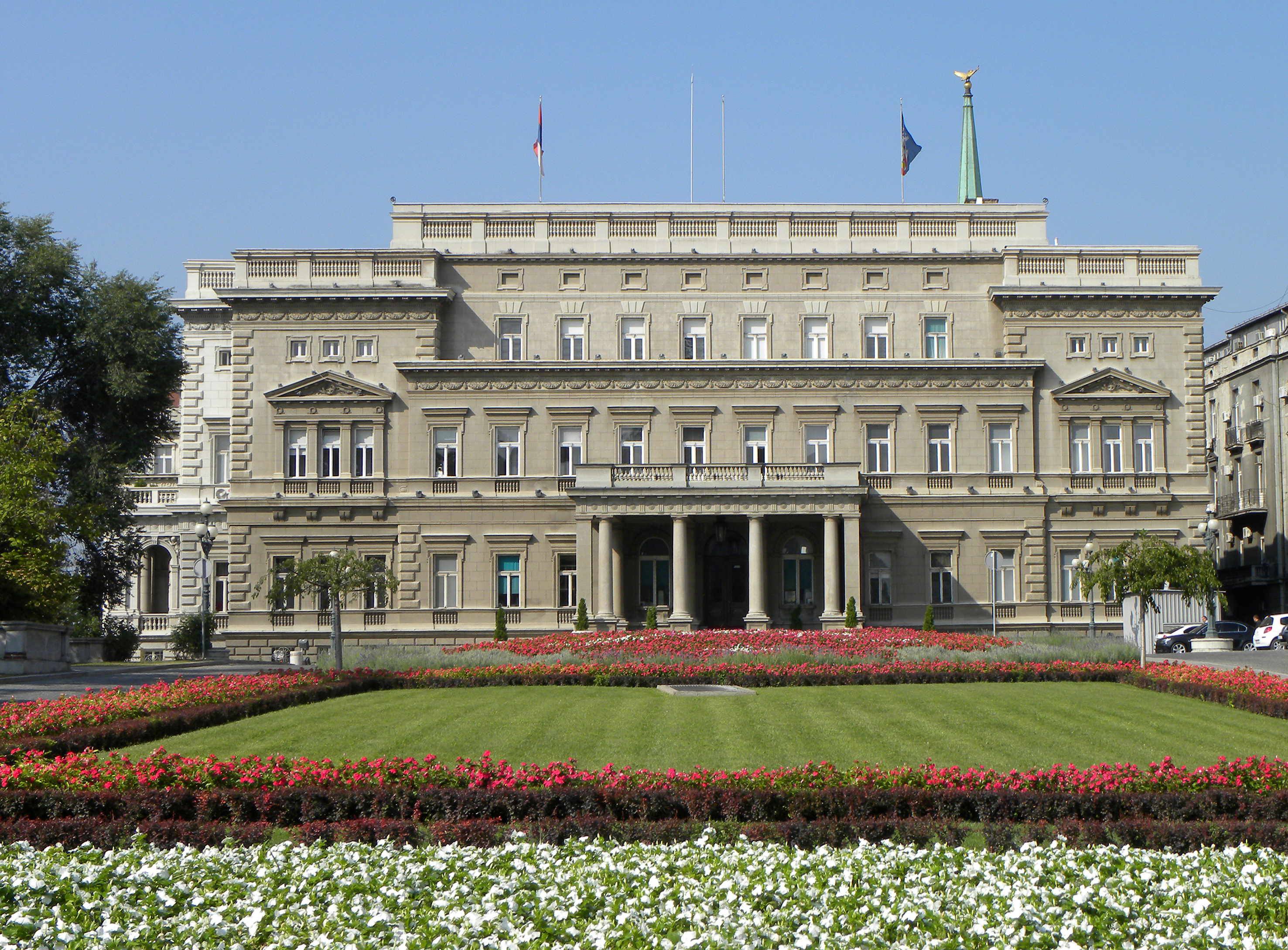
Sídlo bělehradské skupštiny (zastupitelstva).

Město Bělehrad má status speciální územní jednotky v rámci Republiky Srbska. Má své vlastní orgány samosprávy. Ty tvoří skupština Bělehradu, která sídlí ve Starém paláci, bývalém sídle dynastie Karađorđevićů.
Skupština města je zastupitelský orgán, který vykonává základní funkce místní vlády, které předpokládají srbské zákony a Statut města Bělehradu. Skupština má 110 zastupitelů, kteří jsou voleni v místních volbách každé 4 roky. Zasedání Skupštiny se koná dle potřeby a minimálně jednou za tři měsíce.
Město Bělehrad zastupuje navenek primátor města, kterým je od roku 2022 Aleksandar Šapić. Od roku 2014 je ve vedení města zastoupena Srbská pokroková strana, v letech 2003 až 2014 byla vůdčí silou Demokratická strana.
Rada města je orgán, který realizuje vůli primátora i Skupštiny města a vykonává kontrolně-dohledovou funkci nad prací bělehradského magistrátu. Radu města tvoří primátor, jeho zástupce a 9 členů. Členy Rady volí Skupština města na návrh primátora. Funkční období Rady je čtyřleté. Jednotliví radní spravují své gesce, celkem je v rámci úřadu gescí čtrnáct.
Skupština města schvaluje i rozpočet metropole. Jeho výše dlouhodobě roste: v roce 1994 činila 360 milionů dinárů, v roce 2000 více než 5,3 miliardy dinárů, v roce 2013 více než 88 miliard dinárů a v roce 2020 více než 143 miliard dinárů. Skutečností nicméně zůstává, že dramatický růst je do značné výše dána i inflací dináru.

## Administrativní dělení
Město Bělehrad tvoří podle jeho statutu jednotlivé opštiny (ekvivalentní k městským částem), kde je vykonávána místní samospráva na nižší úrovni. Každá opština má vlastní skupštinu. Většina opštin, kterých se v Bělehradě nachází celkem sedmnáct, se rozkládá jižně od řek Sáva a Dunaj, v historickém regionu Šumadija. Tři místní opštiny Zemun, Nový Bělehrad a Surčin se nacházejí severně od řeky Sávy a opština Palilula se rozkládá i severně od řeky Dunaje. Zahrnuje bývalé obce Krnjača a Ovča.
Území města Bělehradu je definováno zákonem a hranice jednotlivých opštin (městských částí) jsou vymezeny dle usnesení zastupitelstva města a na návrh dotčených městských částí. Přenesení některých pravomocí na místní části bylo uskutečněno legislativní reformou v roce 2010. Do roku 2010 byly jednotlivé opštiny rozdělené na městské (10) a venkovské (7). Ve srovnání například s Prahou jsou součástí Bělehradu z administrativního hlediska i větší sídelní celky, které jsou vzdálené více od souvislé zástavby metropole a mohly by být považovány za samostatná města.
Samosprávnými městskými částmi (opštinami) v rámci města Bělehradu jsou následující:

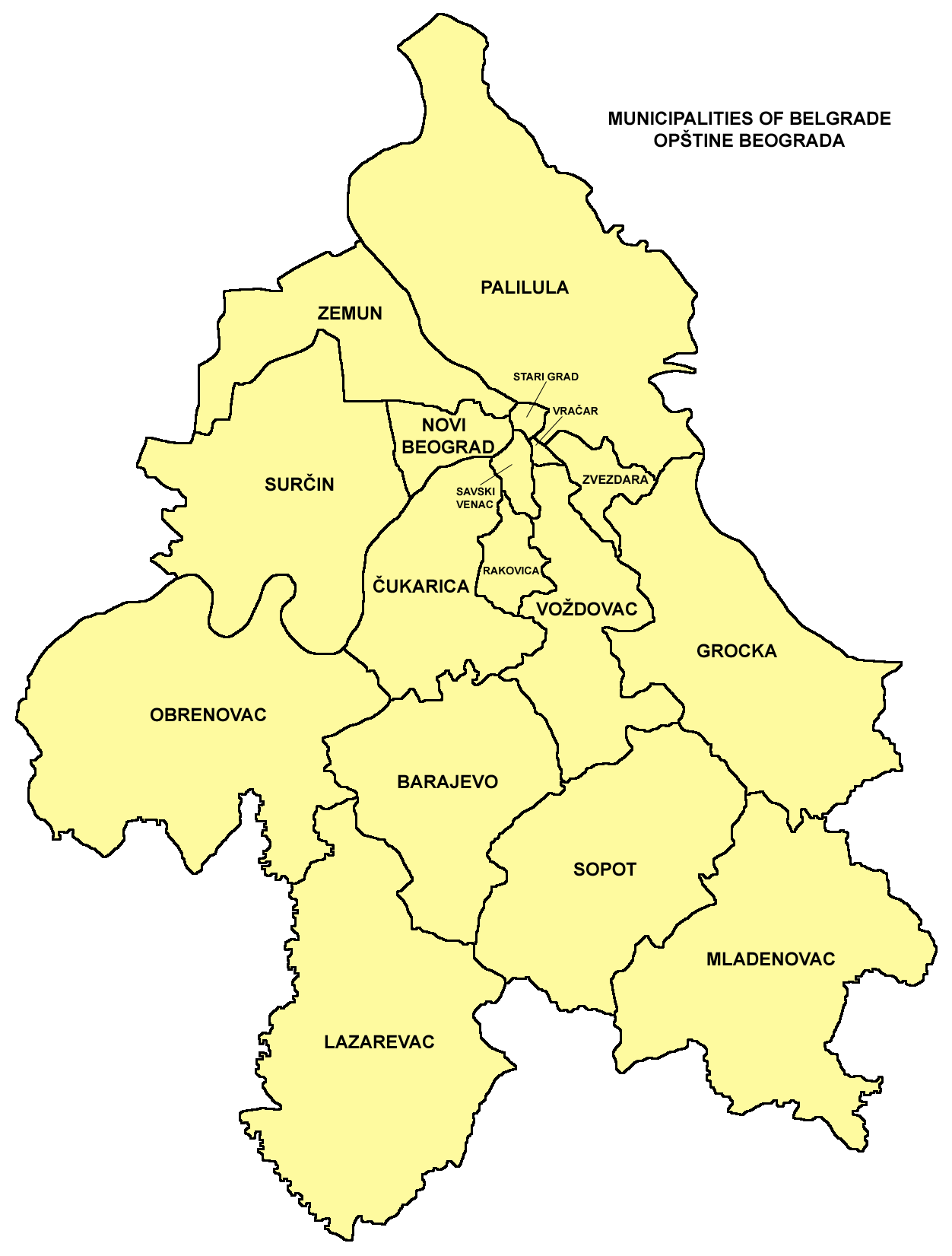
Části města.

- Čukarica (181 231 obyvatel)
- Nový Bělehrad (214 506 obyvatel)
- Palilula (173 521 obyvatel)
- Rakovica (108 641 obyvatel)
- Savski venac (39 122 obyvatel)
- Staré město (48 450 obyvatel)
- Voždovac (158 213 obyvatel)
- Vračar (56 333 obyvatel)
- Zemun (168 170 obyvatel)
- Zvezdara (151 808 obyvatel)
- Barajevo (27 110 obyvatel)
- Grocka (83 907 obyvatel)
- Lazarevac (58 622 obyvatel)
- Mladenovac (53 906 obyvatel)
- Obrenovac (72 524 obyvatel)
- Sopot (20 367 obyvatel)
- Surčin (43 819 obyvatel)

### Znak města

Znak města.

Současný znak města vznikl v roce 1931 na základě výběrové komise, kterou tvořili odborníci v oblasti heraldiky, zástupci jugoslávské armády a političtí představitelé. Finální návrh, který vypracoval Đorđe Andrejević Kun schválil předseda tehdejší skupštiny Milan Nešić. Znak města je vyobrazen na štítě v národních barvách (červená, modrá, bílá). Nachází se na něm řeka, symbol síly města, římská triréma, symbol dějin a starobylosti metropole a symbolizovaná pevnost s bílými hradbami. Otevřená brána má symbolizovat svobodu pohybu a červená barva země potom krev prolitou za svobodu v četných bitvách o město.
Během období existence socialistické Jugoslávie byl znak doplněn o rudou pěticípou hvězdu.

## Kultura

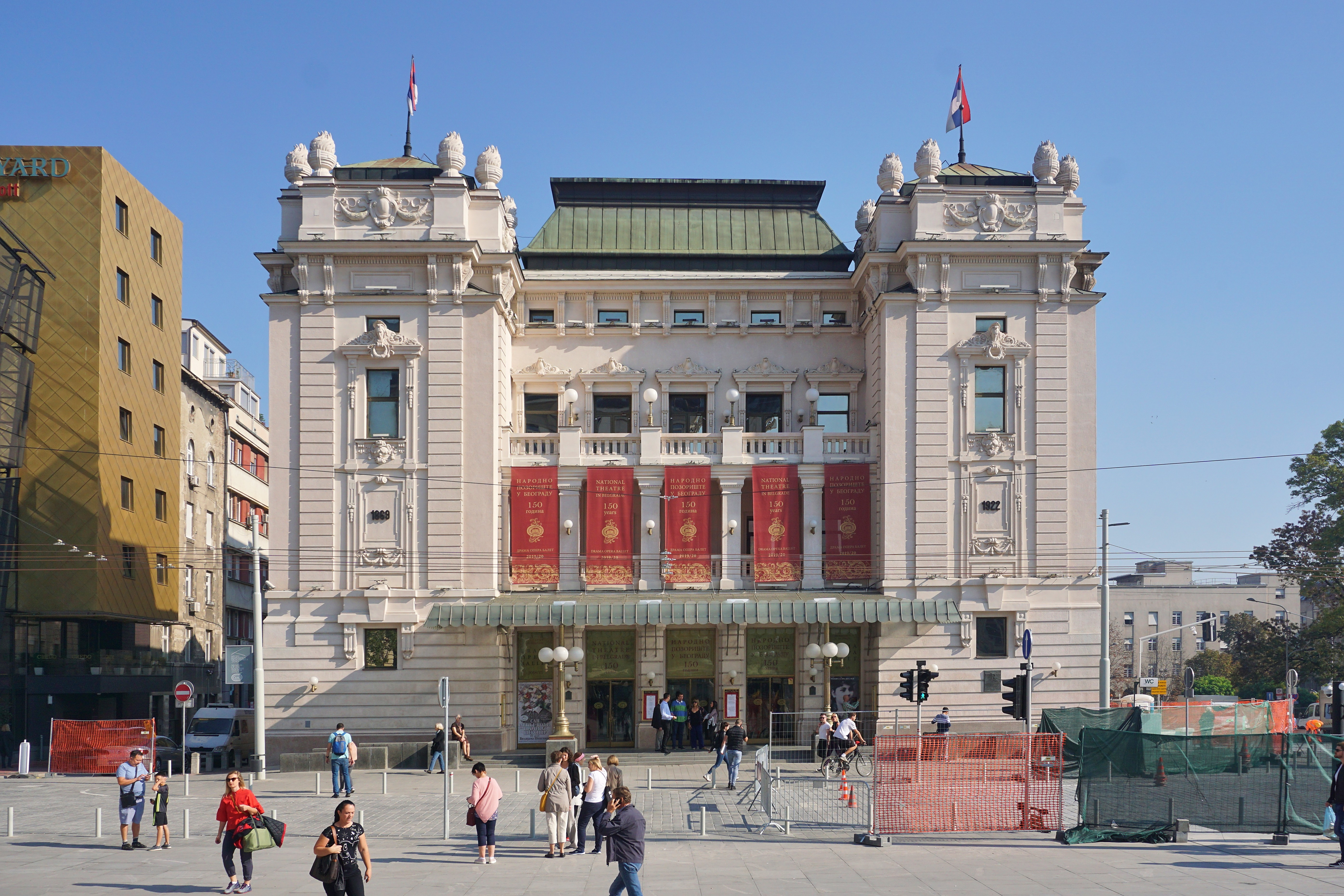
Národní divadlo

Ivo Andrić, nositel Nobelovy ceny za literaturu zde napsal jedno ze svých nejznámějších děl – Most na Drině. Na jeho počest byl v Bělehradě pojmenován po spisovateli park (Andrićev venac). K dalším velkým bělehradským spisovatelům patří i Branislav Nušić, Miloš Crnjanski, Meša Selimović a další. Většina srbského filmového průmyslu se nachází v Bělehradě. Jedním z nejznámějších je film Underground (Podzemí) režiséra Emira Kusturicy oceněný roku 1995 Zlatou palmou.
V 80. letech 20. století bylo město jedním z center jugoslávské hudební scény. Pocházely odsud skupiny, jako např. Idoli, Ekaterina Velika (EKV), Šarlo Akrobata a dalších. K význačným rockovým skupinám patří Riblja Čorba, Bajaga i Instruktori aj. Během 90. let bylo město hlavním centrem hudebního stylu turbofolk,[zdroj?] k jehož nejznámějším představitelům patřila Ceca Ražnatovićová. Dnes je Bělehrad centrem srbské hip-hopové scény, působí zde umělci jako Beogradski Sindikat, Škabo, Marčelo.
Nachází se zde mnoho divadel, přední místa mají Srbské národní divadlo, Jugoslávské dramatické divadlo nebo Ateliér 212. V Bělehradě sídlí Srbská akademie věd a umění, Srbská národní knihovna a Bělehradská filharmonie. Pro kulturu mládeže byl v minulosti ustanoven Dům mládeže, stojí zde také Dětské kulturní centrum a Studentské kulturní centrum.
V Bělehradě je zastoupeno rovněž i mnoho zahraničních kulturních institucí, mezi které patří např. Řecká kulturní nadace, španělský institut Cervantes, německý Goethe-Institut a Francouzský institut, které se nacházejí přímo v samotném centru města. Dalšími kulturními centry jsou potom American Corner, Rakouské kulturní fórum, British Council, Čínský institut Konfucia, Kanadské kulturní centrum, Italský kulturní institut, Íránské kulturní centrum, Kulturní centrum Ázerbájdžánu a Ruské centrum vědy a kultury (v Ruském domě). Město Bělehrad provozuje celkem 30 kulturních institucí (z toho 12 divadel, 8 památkových institucí, 4 knihovny, 6 kulturních center a jednu galerii. Jedenáct větších kulturních akcí, které se ve městě pravidelně pořádají, rovněž vzniká pod hlavičkou místního magistrátu.

### Muzea

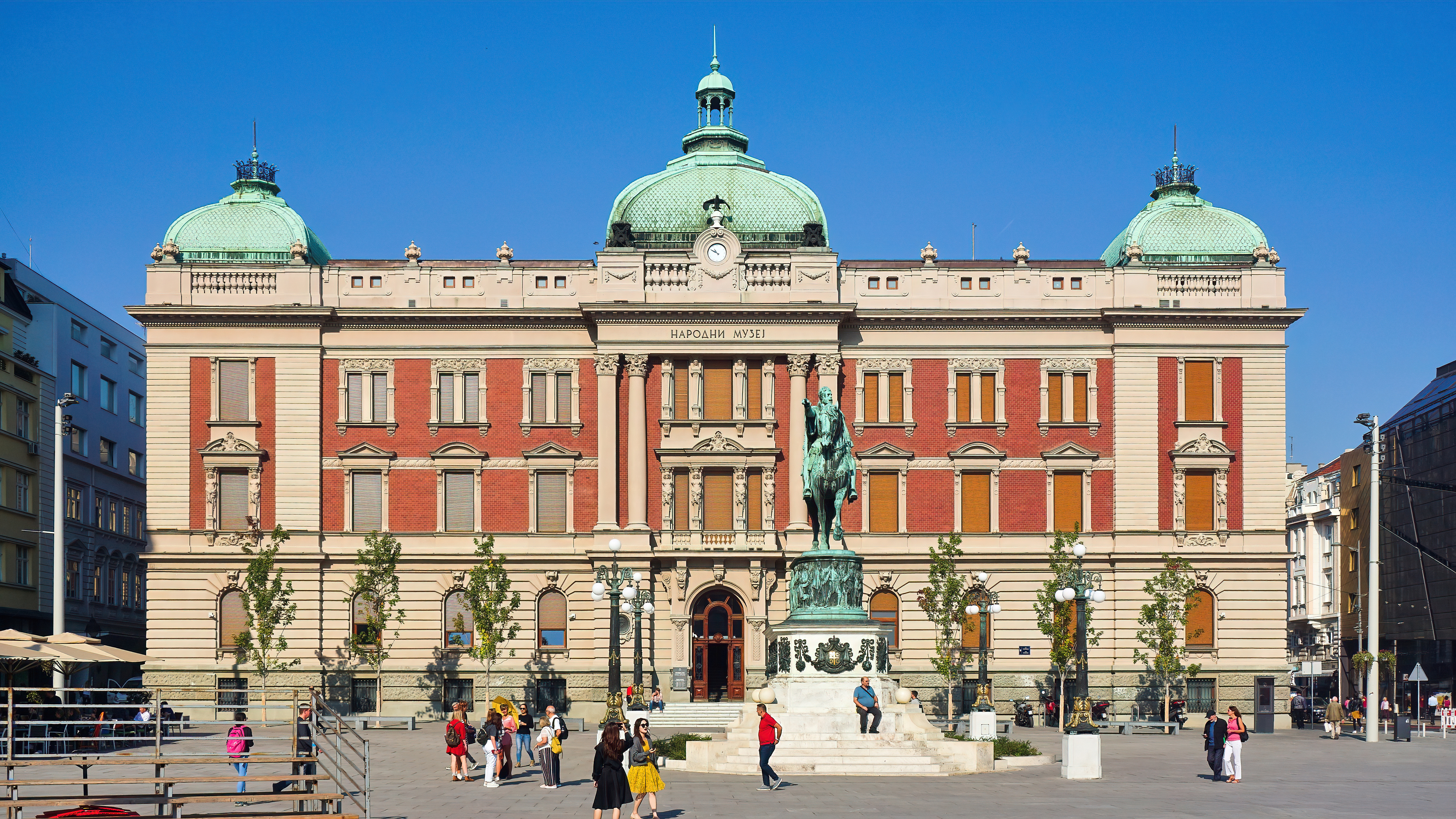
Národní muzeum

- Srbské národní muzeum bylo založeno roku 1844 a návštěvníkům nabízí pohled na více než 400 000 exponátů. Mj. se zde nachází také rukopis Miroslavljevo Jevanđelje (Miroslavovo evangelium).
- Vojenské muzeum zahrnuje celou řadu historických zbraní a celkem přes 40 000 exponátů[81] , které sahají až do Doby římské.
- Muzeum letectví nabízí přes 200 letounů, mj. i takové, které nejsou vidět nikde jinde na světě – např. Fiat G.50. Nachází se zde také letouny USA a NATO, sestřelené během operace Spojenecká síla. Vystavuje okolo 200 letadel, 50 z nich potom v trvalé expozici.
- Etnografické muzeum vzniklo roku 1901 a nachází se v něm více než 150 000 exponátů, které nabízí pohled na vesnickou a městskou kulturu na Balkáně, především však zemí bývalé Jugoslávie.

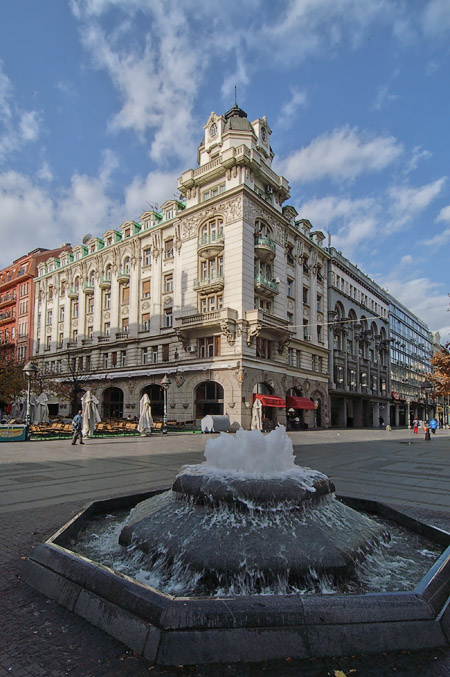
Ulice knížete Michala

- od roku 1900 působí v Bělehradě i Muzeum moderního umění, které nyní zahrnuje přes 8540 děl srbských, regionálních[82] i světových umělců.
- Muzeum Nikoly Tesly bylo založeno roku 1952 a hostí osobní předměty vynálezce. V muzeu leží přes 160 000 originálních dokumentů[83] a okolo 5 700 jiných předmětů. Nachází se v blízkosti středu města.
- Manakův dům v centru města, má rozsáhlou sbírku historických krojů.[84]
- Železniční muzeum u paláce Železnic v blízkosti bývalého nádraží Beograd-Glavna.
- Muzeum dějin Jugoslávie (srbsky Музеј историје Југославије, které sídlí v Domě květin, bývalém památníku Josipa Broze Tita.
- Muzeum dějin Srbska, na adrese Nemanjina 24 (srbsky Muzej istorije Srbije).
- Muzeum bělehradské pevnosti, které se nachází v pevnosti Kalemegdan.
- Muzeum automobilů, sídlící na adrese Majke Jevrosime 30
- Muzeum vědy a techniky se nachází na třídě Skenderbegova, nedaleko místní části Dorćol.
- Historické muzeum Srbska, které sídlí na adrese Nemanjina 24.
- Muzeum Srbské pravoslavné církve, sídlící na adrese Kralja Petra 5, poblíž katedrály svatého Michaela archanděla.

K dalším muzeím patří např. Muzeum Vuk a Dositej, Muzeum Afrického umění, Poštovní muzeum, Pedagogické muzeum, Muzeum Iva Andriće nebo židovské historické muzeum.

### Galerie

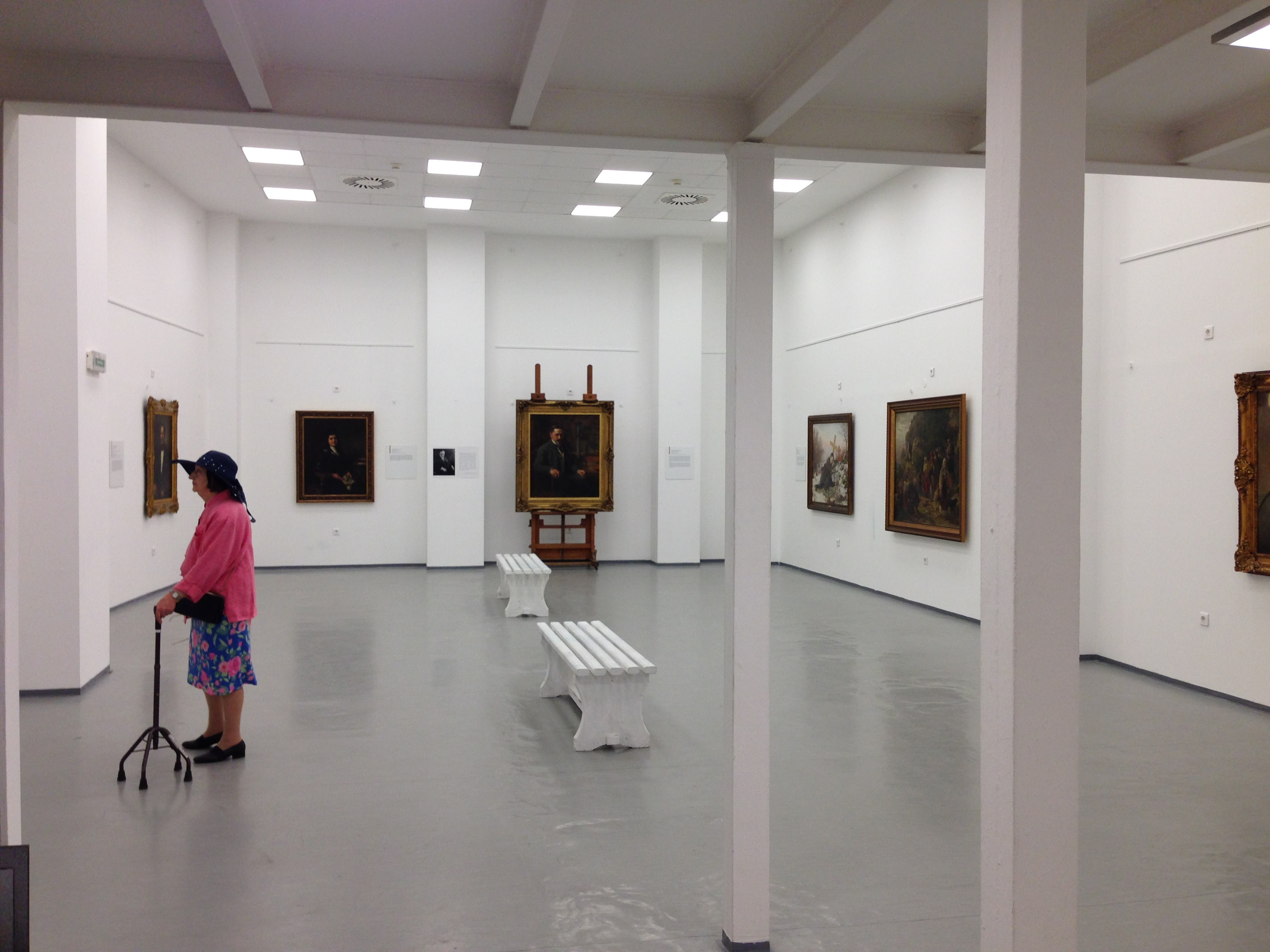
Výstavní prostory Galerie RTS (srbské televize a rozhlasu).

Mezi galerie, které se na území města Bělehradu nacházejí, patří:
- Galerie výtvarných a hudebních umění SANU, která se nachází v budově SANU v centru města.
- Galerie vědy a techniky SANU, sídlící ve stejné budově
- Galerie Domu armády
- Galerie progres
- Galerie RTS, sídlící na adrese Takovska 10.

### Knihovny
V Bělehradě sídlí řada knihoven. Srbská národní knihovna na Vračaru, ale například i městská knihovna, která má několik desítek poboček po celém městě. Mimo to v Bělehradě působí i Univerzitní knihovna Svetozara Markoviće na Bulváru krále Aleksandra v centru města, Bibliografický institut na třídě Terazije a Knihovna Milutina Bojiće.

### Kulturní akce
Bělehrad každoročně hostí několik významných kulturních akcí. Mezi ně patří např. festivaly:
- FEST – Bělehradský filmový festival, který se zde koná pravidelně na konci měsíce února
- Bělehradský festival krátkého a dokumentárního filmu, který se zde koná vždy v závěru měsíce března
- Filmový festival Sopot, který se koná v uvedené místní části v její sportovní hale
- BITEF – Bělehradský divadelní festival,
- BEMUS – Bělehradský hudební festival (srbsky Београдске музичке свечаности)[85]
- BELEF – Bělehradský letní festival
- Říjnový salon (srbsky Октобарски салон)
- Bělehradský knižní veletrh, který se každoročně koná v měsíci říjnu na Bělehradském výstavišti a v současné době existuje již od 50. let 20. století.[74]
- Pivní festival Belgrade Beer Fest
- Bělehradský jazzový festival s tradicí od roku 1971,
- Čukafest a Belgrade Guitar Fest, menší hudební akce.
- Festival Enter, který se koná v Topčiderském parku.

## Turistika a historické budovy

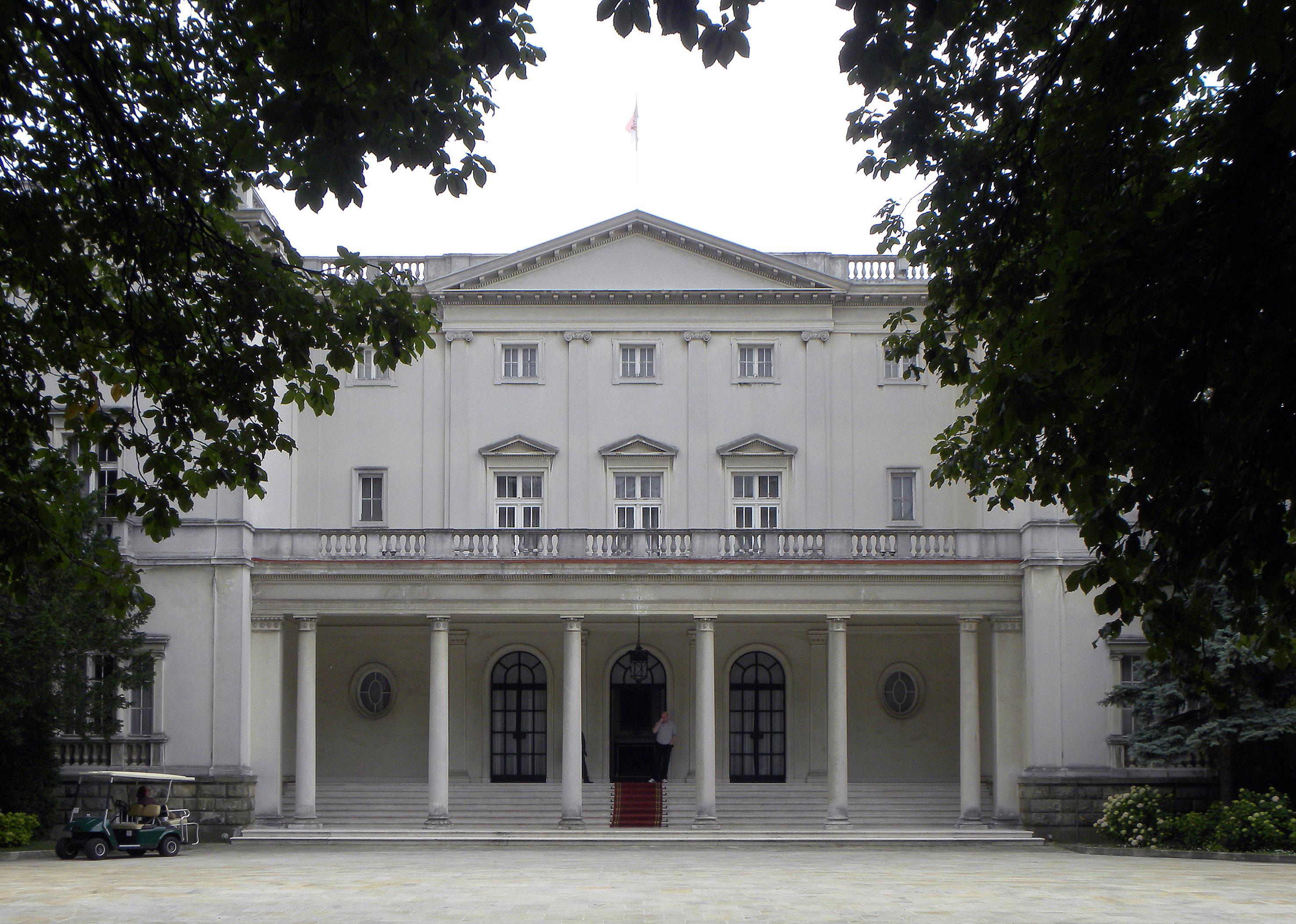
Bílý palác

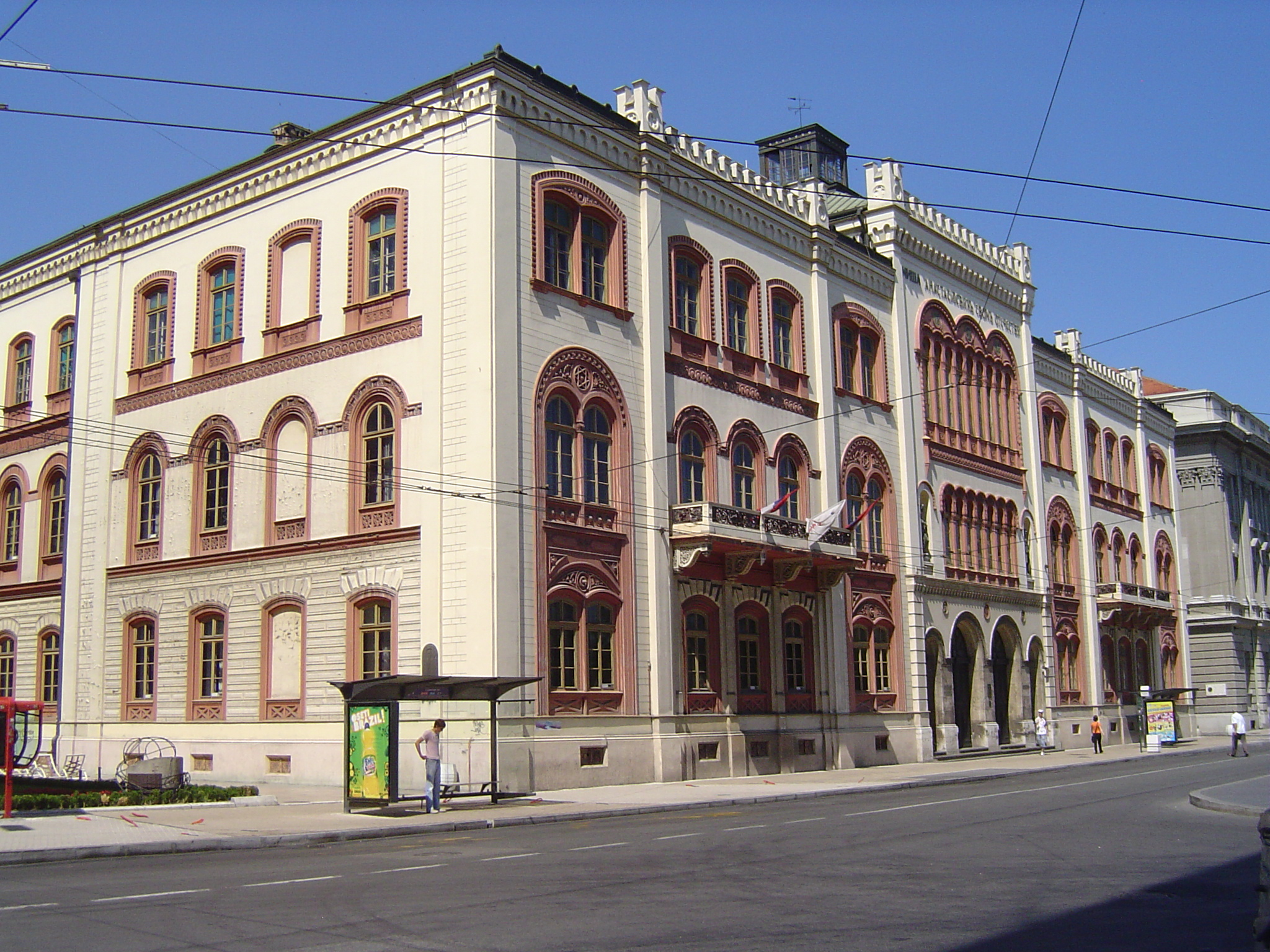
Rektorát Bělehradské univerzity

Jako hlavní město je Bělehrad hlavním turistickým cílem v Srbsku. Město je populární především díky kulturnímu i nočnímu životu, spíše než kvůli kulturním a historickým památkám. V roce 2016 činil příjem z turistiky v Bělehradě okolo jedné miliardy eur, město navštívilo okolo milionu lidí. Turistický průmysl zaznamenává v Bělehradě růst 13–14 % ročně. Po roce 2017 začalo město získávat popularitu i v anglofonních médiích jako neotřelá turistická destinace. V roce 2019 navštívilo město okolo milionu lidí. Statistikami ohledně návštěvnosti města zamíchala pandemie nemoci COVID-19. V roce 2021 nejvíce přenocování v metropoli uskutečnili turisti z Indie. Roku 2022 došlo do prudkého růstu turistického ruchu v Bělehradě; dominovali hlavně hosté z nedaleké Bosny a Hercegoviny a z Ruska. Za první pololetí město navštívilo celkem 376 879 lidí a ke konci roku to byl skoro milion.
Bělehrad nemá na rozdíl od řady jiných evropských metropolí bohatý fond historických budov, neboť velká část z nich byla zničena během neslavných dějin regionu i města. Centrum samotné metropole (okolo ulice Knez Mihailova a Náměstí republiky) vzniklo na přelomu 19. a 20. století a je turisticky atraktivní, stejně jako nedaleká pevnost Kalemegdan s výhledem na soutok řek Dunaj a Sáva a Nový Bělehrad. Oblíbená je také třída Skadarlija. V Bělehradě se nachází i přesto různé historické stavby, které jsou svědky srbských i balkánských dějin. Jednou z mála ulic, ke jsou takto dochovány, je např. Kosančićev venac.
Jako země s dominantní pravoslavnou tradicí je v Bělehradě nemalý počet kostelů a dalších staveb podobného charakteru. Mezi největší dva pravoslavné chrámy patří Chrám svatého Sávy na vrcholu Vračar (s bílou fasádou, dobře viditelný z celého města). Starší, nicméně rovněž veliký, je Chrám svatého Marka, který sleží blíže centru města a obklopuje jej park s názvem Tašmajdan. V samotném centru města se potom nachází také Katedrála svatého Michaela Archanděla, postavený roku 1728. Chrám Nanebevzetí (srbsky Vaznesenjska crkva vznikl v roce 1863 z rozhodnutí tehdejšího knížete Mihaila Obrenoviće. Mezi připomínky přítomnosti jiných náboženství potom lze zařadit i mešitu Bajrakli z 16. století.
Připomínkou dřívější srbské monarchie jsou paláce, které si nechaly vybudovat předchozí královské rodiny (Obrenovićové a Karađorđevićové). První z uvedených sídlili v tzv. Starém paláci, kde sídlí dnešní magistrát města Bělehradu. V blízkosti se nachází potom Nový palác, který zbudovala rodina Karađorđevićů, a který je sídlem prezidenta republiky. Nedaleko od nich se nachází budova Skupštiny Srbska (parlamentu). Od ní vede Bulvár krále Alexandra; velkolepá třída, která v minulosti sloužila např. i pro pořádání vojenských přehlídek.
K centru města patří také ještě třída Terazije s řadou historických staveb (nemalou část z nich vybudovali i zahraniční architekti, včetně Čechů). Mezi budovy s českou stopou v srbské metropoli patří např. Dům kapitána Miši, budova Pražské úvěrní banky, sídlo bývalého Jugoexportu a další.
Mezi moderní symboly Bělehradu, které vznikly po druhé světové válce, lze řadit např. Palác Srbska, Věž Ušće a Genex Tower (všechny tři na Novém Bělehradu). Bělehradská aréna je hlavní sportovní hala města a také jedna z nejmladších, otevřena byla 30. července 2004 a je ve vlastnictví města. Cena výstavby přesáhla 70 milionů EUR a navrhl ji Vlada Slavica.
Pro potřeby kongresové turistiky se v Bělehradě nachází celá řada prostor, které poskytují různé hotely; pro velké konference může sloužit potom Bělehradské výstaviště nebo největší kongresové centrum ve městě, Sava centar, který v minulosti hostil i řadu konferencí např. Hnutí nezúčastněných zemí.

## Školství

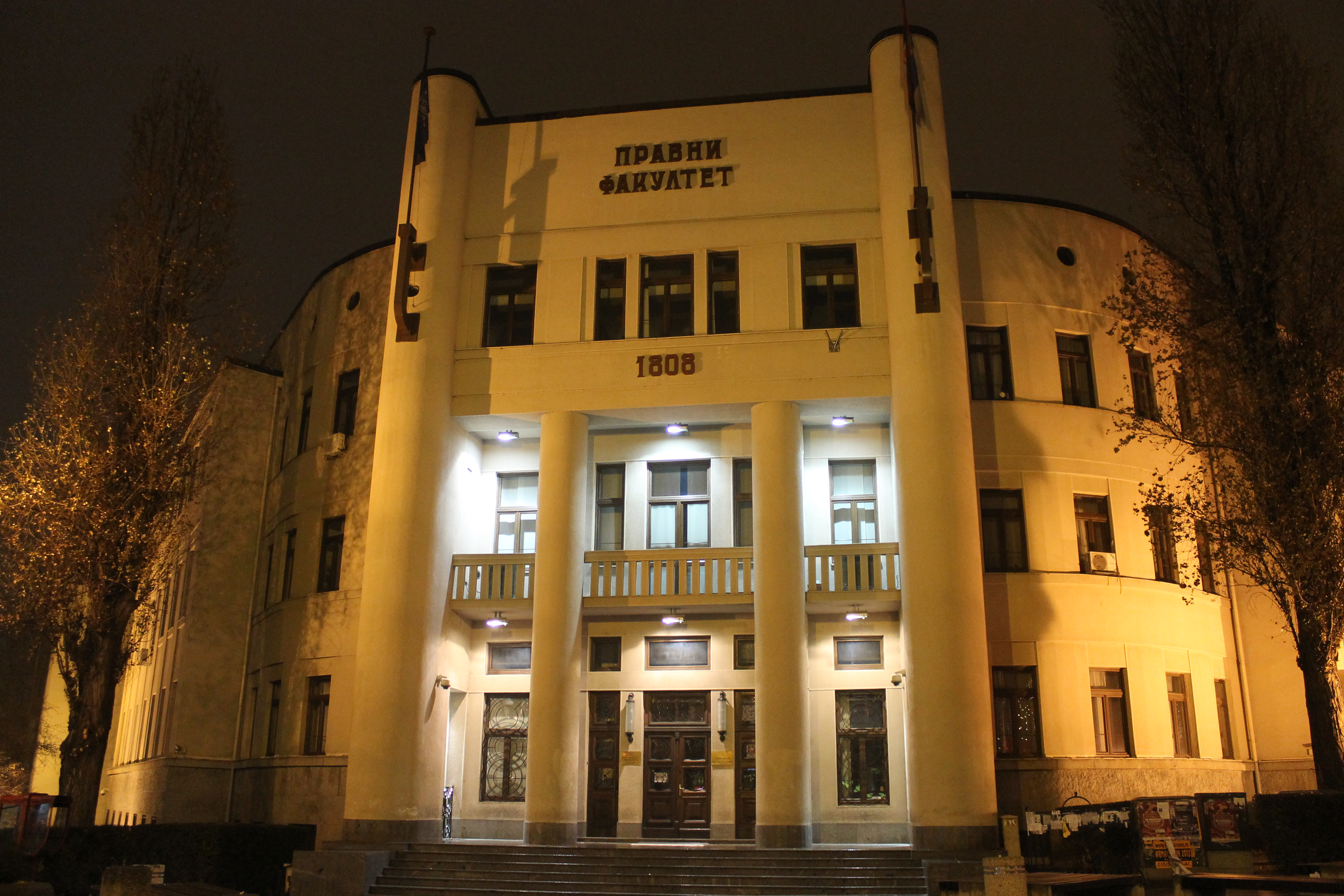
Budova Právnické fakulty Bělehradské univerzity.

V Bělehradě se nachází tři státní univerzity a řada škol soukromých. Bělehradská univerzita (Универзитет у Београду, Univerzitet u Beogradu) byla založená roku 1808 jako Velika škola a univerzitou se stala formálně roku 1905. Patří k nejstarším vzdělávacím institucím tohoto typu v zemi a studuje na cca 30 fakultách přibližně 90 000 studentů. V roce 1975 se od této školy oddělila Univerzita umění (srbsky Univerzitet umetnosti) a v roce 2011 byla založena Univerzita obrany (srbsky Univerzitet odbrane).
Ve městě je 203 základních a 86 středních škol. Dále je zde 14 speciálních, 15 hudebních škol a 5 škol pro dospělé. Na uvedených školách se učí a studuje okolo 230 000 studentů, o ně se starají učitelské sbory, které čítají dohromady okolo 22 tisíc lidí. Pro účely základního a středního školství slouží přes 500 budov po celém městě.
V roce 2002 méně než 10 % obyvatel města nevyšlo ani základní školu. Negramotných bylo celkem 19,2 % obyvatel Bělehradu, většina z nich byla ve velmi vysokém věku.
Vzdělávací a výzkumné instituce, která spadají pod srbskou armádu a nachází se v Bělehradě, jsou Vojensko-geografický institut, Institut lékařství vojenského letectví a Vojenskotechnický institut.

## Sport a rekreace

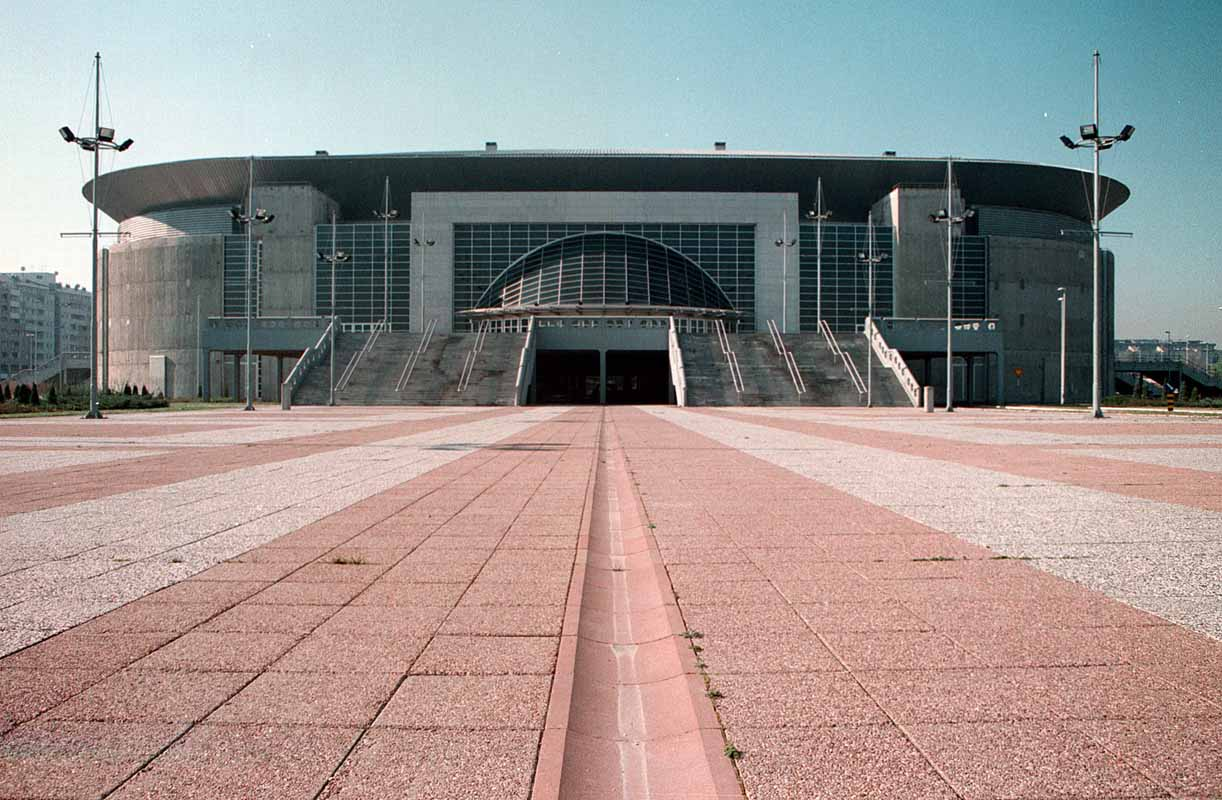
Bělehradská aréna

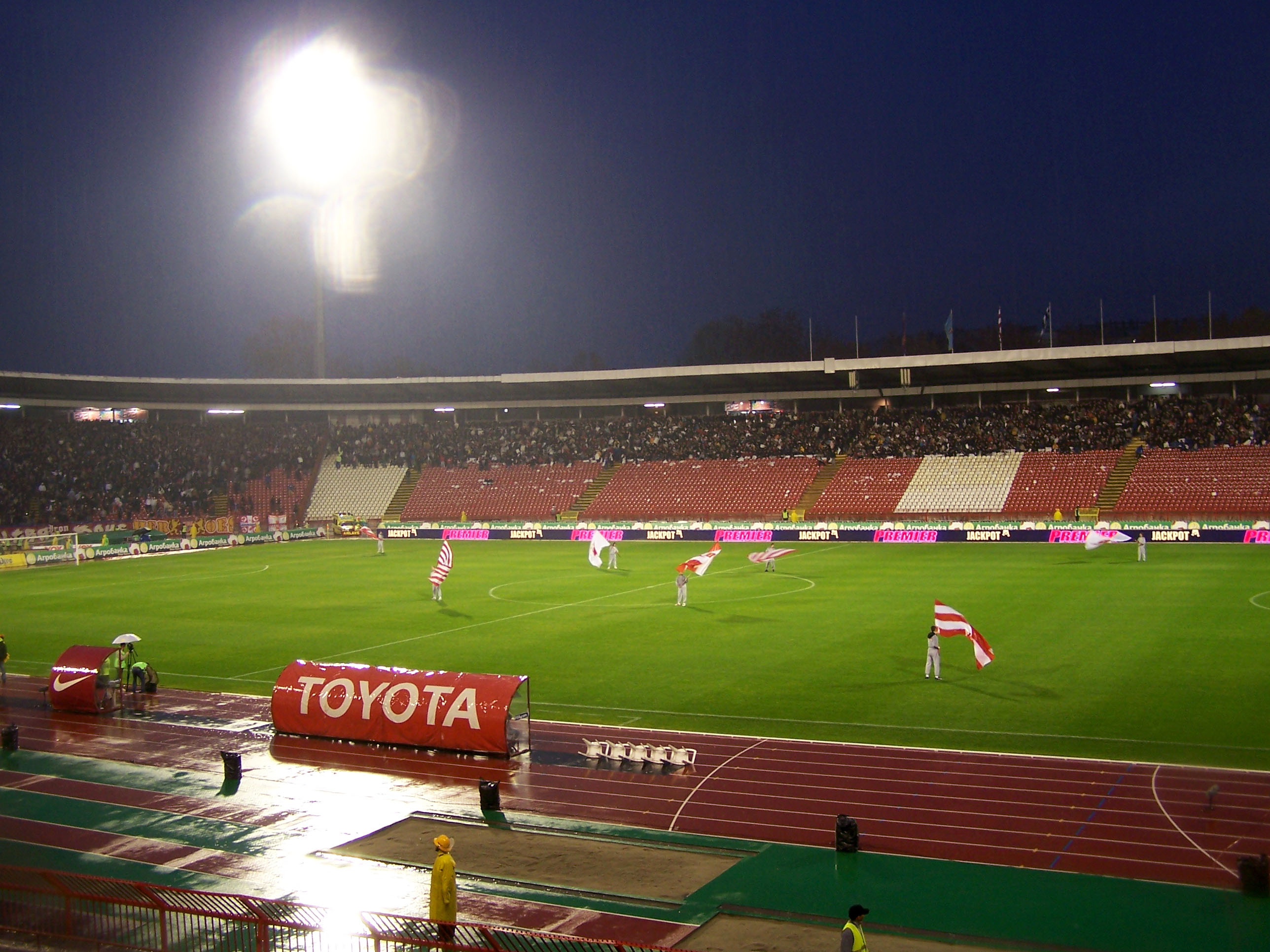
Fotbalový stadion týmu Crvena Zvezda.

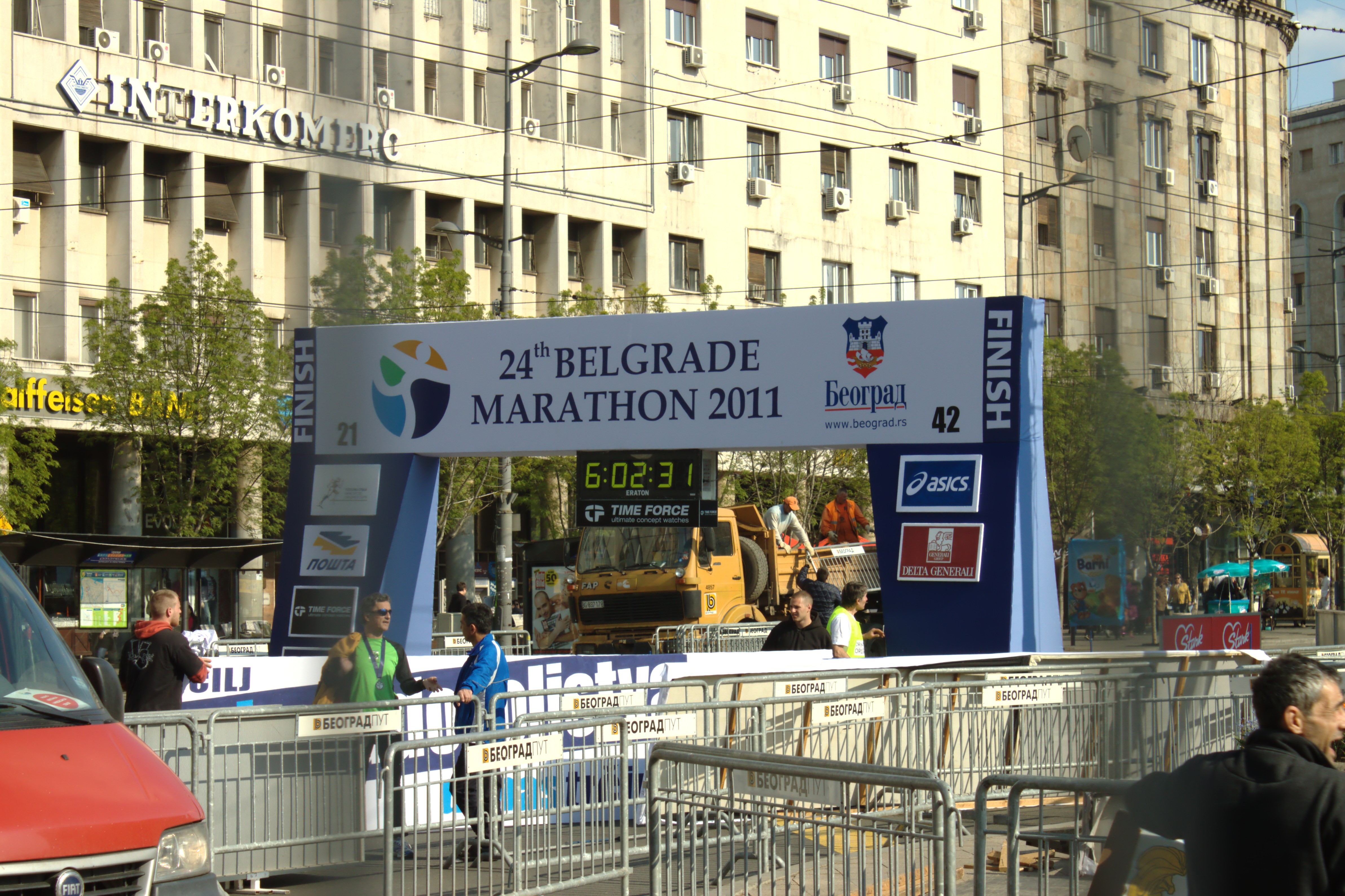
Bělehradský maraton.

V Bělehradě působí téměř tisíc sportovních organizací a dále okolo stovky sportovních objektů, které umožňují pořádání téměř všech typů sportovních akcí v srbské metropoli. Po druhé světové válce se město chtělo ucházet o pořadatelství letních olympijských her v roce 1948, ale kandidaturu nepodalo. V roce 1986 se opět ucházelo o kandidaturu, tentokrát pro letní olympijské hry 1992, byť neúspěšně. Inspirovalo se úspěšnými zimními olympijskými hrami v Sarajevu z roku 1984.
V minulosti se zde uskutečnilo úspěšně nicméně nemalé množství sportovních událostí, mezi které patří např. Mistrovství Evropy ve fotbale 1976, Mistrovství Evropy v basketbalu mužů 2005, Mistrovství Evropy ve vybíjené 2005, Mistrovství Evropy ve vodním pólu 2006, Evropský olympijský festival mladých 2007, Univerziáda 2009, Mistrovství Evropy v házené 2012, Mistrovství světa v házené 2013 a Mistrovství Evropy ve vodním pólu 2016.
Od roku 1988 je pravidelně pořádán Bělehradský maraton.
V Bělehradě sídlí dva úspěšné srbské (a dříve i jugoslávské fotbalové týmy (FK Crvena zvezda a FK Partizan). Jejich fotbalové stadiony se nachází v relativní blízkosti a jsou největšími ve městě. Jedná se o stadion Rajka Mitiće, na kterém hraje FK Crvena Zvezda a Stadion Partizánu (dříve stadion JNA). Bělehradská aréna se poté využívá pro populární basketbalová utkání a pro vybíjenou. Další populární sportovní haly ve městě jsou např. hala Pionir, sportovní centrum Tašmajdan (ve stejnojmenném parku), kde se hraje vodní pólo. Na břehu řeky Dunaje se rovněž nachází sportovní centrum, které za dob existence socialistické Jugoslávie neslo název 25. května.
Na řece Sávě se nachází u ostrova Ada Ciganlija sportovně-rekreační komplex (budovaný od roku 1957), jehož součástí je i umělé jezero (Sávské jezero ), původně rameno řeky Sávy, které bylo přehrazeno. V současné době se jedná o populární místo setkávání i rekreace především v letních měsících. Jeho součástí je také 7 km dlouhá pláž a řada objektů např. pro golf a další sporty.
V roce 2021 bylo rozhodnuto o výstavbě nového národního stadionu, který by měl sloužit pro mezinárodní fotbalová utkání. Stadion byl zamýšlen již v roce 2019 a jeho výstavba má být zahájena roku 2022.

## Ocenění
Město získalo řadu domácích i zahraničních ocenění, včetně francouzského řádu Čestné legie (dne 21. prosince 1920), Československý válečný kříž (udělen dne 8. října 1925), řád Karađorđovy hvězdy (udělen 18. května 1939) a řád Hrdiny lidu (udělen 20. října 1974). Všechna tato ocenění město získalo za svoji roli v první nebo druhé světové válce.
V roce 2016 časopis Foreign Direct Investment ocenil Bělehrad titulem Město budoucnosti Jihovýchodní Evropy.

## Slavní rodáci
- Dragutin Dimitrijević (1876–1917), srbský důstojník, vůdce nacionalistické skupiny Černá ruka[103]
- Petr II. Karađorđević (1923–1970), poslední jugoslávský král v letech 1934–1945[104]
- Tomislav Jugoslávský (1928–2000), člen královské dynastie Karađorđevićů[105]
- Alžběta Jugoslávská (* 1936), členka královské dynastie Karađorđevićů[106]
- Thomas Nagel (* 1937), jugoslávsko-americký filozof a vysokoškolský profesor[107]
- Vojislav Koštunica (* 1944), bývalý srbský ministerský předseda a bývalý prezident Svazové republiky Jugoslávie v letech 2000–2003[108]
- Marina Abramović (* 1946), srbská umělkyně[109]
- Vesna Vulovičová (1950–2016), jugoslávská letuška, jediná přeživší havárie letu JAT 367[110]
- Predrag Bjelac (* 1962), srbský herec[111]
- Slobodan Živojinović (* 1963), bývalý srbský profesionální tenista[112]
- Aleksandar Đorđević (* 1967), bývalý srbský profesionální basketbalista a trenér[113]
- Aleksandar Vučić (* 1970), srbský politik, bývalý předseda vlády a od roku 2017 úřadující srbský prezident[114]
- Ana Brnabićová (* 1975), srbská politička, od roku 2017 úřadující předsedkyně srbské vlády[115]
- Nenad Zimonjić (* 1976), bývalý srbský profesionální tenista[116]
- Ksenija Pajčin (1977–2010), srbská zpěvačka, tanečnice a modelka[117]
- Janko Tipsarević (* 1984), bývalý srbský profesionální tenista[118]
- Jelena Jankovićová (* 1985), bývalá srbská profesionální tenistka[119]
- Aleksandar Kolarov (* 1985), bývalý srbský profesionální fotbalista[120]
- Novak Djoković (* 1987), srbský profesionální tenista[121]
- Ana Ivanovićová (* 1987), bývalá srbská profesionální tenistka[122]
- Nemanja Gudel (* 1991), srbský fotbalový záložník a reprezentant[123]
- Bogdan Bogdanović (* 1992), srbský profesionální basketbalista hrající v NBA
- Miomir Kecmanović (* 1999), srbský profesionální tenista[124]
- Olga Danilovićová (* 2001), srbská profesionální tenistka[125]

## Partnerská města
Prvním partnerským městem se stalo v roce 1957 britské Coventry, kde bylo na počest srbské metropole pojmenováno divadlo Belgrade Theatre. Po roce 2000 byla podepsána partnerství s dalšími městy. Partnerskými městy Bělehradu jsou:
- Banja Luka, Bosna a Hercegovina
- Coventry, Spojené království
- Chicago, Spojené státy americké
- Korfu, Řecko
- Lublaň, Slovinsko
- Šanghaj, Čína

### Spřátelená města
Bělehrad dále spolupracuje s městy:
- Athény, Řecko
- Havana, Cuba
- Kuvajt, Kuvajt
- Láhaur, Pákistán
- Madrid, Španělsko
- Podgorica, Černá Hora
- Petrohrad, Rusko
- Řím, Itálie
- Skopje, Severní Makedonie
- Tel Aviv, Izrael[126]
- Vídeň, Rakousko